# 瀬戸内海サメ騒動
瀬戸内海サメ騒動（せとないかいサメそうどう）は、1992年（平成4年）3月8日に日本の愛媛県松山市沖の瀬戸内海で発生したホホジロザメによる獣害（サメによる襲撃）事故に端を発する騒動である。瀬戸内サメ騒動、松山サメ騒動とも呼称される。
松山市堀江町沖の海底でタイラギのヘルメット潜水漁をしていた男性潜水士（当時41歳）が全長約5 m以上と推定されるホホジロザメに襲われて死亡した事故（以下「松山沖事故」と呼称）がきっかけで、瀬戸内海沿岸を中心とした日本各地で潜水漁業、海洋工事、海水浴を始めとしたマリンレジャー・マリンスポーツなど、多方向に影響がおよんだ。
松山沖事故は、行方不明者がサメに襲われて死亡したと認定された事例、およびサメによる死亡事故の犠牲者に対し労災が認められた事例、そして日本近海で発生したサメによる事故の中で襲撃したサメの種類が特定されている事例としては、いずれも日本では初である。また日本の潜水史上、サメによる被害は初めてとされる。インターナショナル・シャーク・アタック・ファイル (ISAF) における同事故の Case No. は 2104 である。
地元紙の『愛媛新聞』は一連の騒動を、同年の「えひめ10大ニュース」の1位、および「OLリポーターが選んだ10大ニュース」の2位としてそれぞれ選出しており、また令和改元直前の2019年（平成31年）4月に平成を振り返る写真特集記事でも、この堀江沖のサメ襲撃事故を取り上げている。

## 概要
1992年3月8日15時ごろ、愛媛県松山市堀江町から北西約2 kmの沖（伊予灘もしくは堀江湾、斎灘）でタイラギ潜水漁をしていた男性潜水士のA（当時41歳）が、水深約20 mの海底でサメに襲撃されて行方不明になる事故（以下「松山沖事故」）が発生、後にAはホホジロザメに襲われて死亡したと判断された。この松山沖事故は論文では愛媛県松山市沖のホホジロザメによる死亡事故と呼称されており、また『愛媛新聞』では人食いザメ事件と呼称される。Aを襲撃したサメは魚類学者である仲谷一宏の鑑定により、ホホジロザメ（推定体長約5 m）であると断定されている。またこの松山沖事故に前後して周辺海域ではホホジロザメと見られる巨大なサメによる襲撃事件が連続しており、一連の出来事は瀬戸内海ホホジロザメ連続襲撃事件とも呼称される。
松山沖事故後には日本各地でサメ目撃情報が相次ぎ、瀬戸内海沿岸各地で漁業協同組合（漁協）によるサメ退治作戦が展開されたが、Aを襲ったとされる個体は捕獲されなかった。Aが襲われる事故以前から、松山市沖では潜水漁師が巨大なサメと遭遇したり襲われたりしていたことから、松山沖事故は潜水漁業を始め、海洋工事やレジャーなど様々な方面に衝撃を与えた。同年夏には瀬戸内海沿岸の海水浴場が相次いで営業を中止したり、サメよけネットを設置したりした。また関東地方や東海地方でも海水浴場にサメよけネットを設置したり、サメ退治を行ったりする動きが出た。さらに瀬戸内海沿岸の学校では海での遠泳大会・水泳訓練を中止したり、自治体が児童・生徒に対し、海水浴場での遊泳を禁止したりする動きも相次いだ。

## 松山沖事故

### 死亡者
事故で死亡した被害者は、潜水士の男性A（事故当時41歳）である。Aは事故当時、伊予漁業協同組合（漁協）所属の漁船「第7正立丸」 (4.9 t) に乗船してタイラギ潜水漁に従事していた。伊予漁協は例年、12月11日から翌年の6月10日までをタイラギの漁期としており。Aが乗船していた「第7正立丸」は事故当時、三津港内港（座標）を基地としていた。
Aは佐賀県藤津郡太良町大浦にある「道越」という集落の出身で、地元の大浦漁協に所属しており、潜水漁業歴10年以上のベテランだった。また、妻との間に当時小学生の娘が2人いた。道越地区は近隣の「竹崎」や「野崎」という集落とともに、有明海で漁獲されるタイラギの潜水漁を主産業とする集落である。

#### タイラギ漁師として
Aは地元では流し網漁をしていたが、流し網漁が不漁となる1991年（平成3年）12月以降、弟（事故当時30歳）とともに2人で松山へタイラギ漁の出稼ぎに来ていた。その後、事故直前の1992年1月から2月にかけて漁場付近でサメの出現が相次いだ（後述）ことから、Aは地元に一時的に帰省しており、家族に対し「フカ（サメ）が出て、仕事にならん」と吐露していた。しかし漁の再開を控え、3月6日には再び松山へ出発しており、その際には「俺の顔を見たらサメの方が逃げ出すよ」と冗談を言っていたという。
タイラギの潜水漁は、潜水士が鉄製のヘルメット、錘、ゴム製の潜水服を着用して海底へ潜り、漁船から空気を送ってもらう「ヘルメット潜水」という方法で行われるため、漁を行うために潜水士、船頭、貝剥きの最低3人は必要になるが、Aは人手を集められなかったため、事故前から弟とともに毎年、香川県や兵庫県明石市など瀬戸内海沿岸を中心に出稼ぎに行っており、1982年（昭和57年）にはアラフラ海へシロチョウガイ漁の出稼ぎへ行ったこともあった。Aは1年のうち約半分を出稼ぎ先で過ごしていたため、Aの妻は夫の出稼ぎ先には必ず子供を連れてついて行っていたという。事故当時、太良町からはAを含む10人が松山へタイラギ漁の出稼ぎに行っており、また地元でのタイラギの漁獲量が減少していたことから、約150人が瀬戸内海沿岸などで行われていた港湾工事の潜水作業のために出稼ぎに出ていたという。
松山沖で漁獲されるタイラギは、主に剥き身として京阪神の高級料亭に出荷されており、市場で1万円/kg前後の値がつくことから、タイラギの潜水漁はかなりの高収入とされ、漁船1隻の水揚げは数十万円/日、潜水士に支払われる日当も1日で3万5000円から10万円程度になるとも言われていた。タイラギ潜水漁で船主から乗り子に支払われる給料は月給または歩合制で、月給だと1人あたり120 - 130万円という報道もある。また松山市周辺のタイラギ組合では1隻あたり、20 - 30万円/日の水揚げがあったと報じられている。同じく瀬戸内海でタイラギ潜水漁を行っている岡山県倉敷市の下津井漁協の組合長らは『中国新聞』の取材に対し、タイラギ潜水漁が1日休漁となれば、漁船1隻当たり約15万円の損害になると証言している。

### 事故現場
事故発生現場は、松山市堀江町の堀江港から北西約2 kmの伊予灘で、水深は約22 mないし23 mである。海底は岩場とする報道、砂泥底とする文献がある。愛媛県水産試験場の観測記録によれば、襲撃現場から南西14 km地点にある現場最寄りの海域観測所では、事故当日の15時35分から15時44分の間に、海面の海水温は11.4℃、水深20 m地点の海水温は11.6℃、水の透明度は6 mという記録が出ている。
付近の海域では海水温の高い夏にサメが目撃されることはしばしばあり、また付近には海水浴場もあるため、松山海上保安部は海水浴客に注意喚起を行っていたが、貝漁は冬に行われるため、漁師がサメに襲われる心配はないとされていた。

### 松山沖事故前のサメ出没
しかし1992年に入ってから、現場近くの伊予灘では同じタイラギ漁中の潜水士が操業中に巨大なサメと遭遇したり、ヘルメットに噛みつかれたりする出来事が2件発生していた。前者の出来事は1月3日に松山沖事故の現場に近い堀江町沖で、後者の出来事は2月14日に同現場から約15 km南西の南吉田町沖でそれぞれ発生しており、後者の出来事でサメに遭遇したのはAの弟だった。一方で仲谷 (1992) は2つの現場はほぼ同一地点であり、松山沖事故の現場から見て約10 km南西に位置していたと述べている。またこれらの2事故と松山沖事故は、いずれも新月後の「中潮」の前後に発生していた。
このようにサメの襲撃事故が周辺海域で相次いでいた背景について、松山海上保安部は同年の海水温が平年以上に高いことから、迷い込んだサメがいる可能性を指摘していた。『愛媛新聞』の取材に応じたベテランダイバーは、前年の1991年からそれまで伊予灘にいなかった熱帯産の魚が目についていたと述べている。
また上記2件以外にも、1990年（平成2年）からAが襲われる事故までの間に、2人の潜水員がそれぞれ事故現場付近の海域で大型のサメを目撃していた。『愛媛新聞』によれば、Aが乗船していた「第7正立丸」の船長は1990年2月に松山市西垣生町沖でタイラギ漁中にサメに襲われたことがあり、その際もAが襲われた事故の時と同じく、遠浅の堀江町沖から漁を再開した（後述）という。上記2件の遭遇者も含めた全員がサメの種類はホホジロザメに間違いないと断言していたが、内田詮三はホホジロザメが長期間にわたって食物となる動物の少ない瀬戸内海にとどまっていることは考えられず、過去の海外におけるサメ事故の事例でも1匹のホホジロザメが数か月の間に何回か人を襲い、突然いなくなるケースが多いとして、1990年に目撃されたサメはAを襲ったホホジロザメとは別個体であろうという見解を述べている。また国営沖縄記念公園水族館飼育係長の戸田実は、松山沖事故の当時、Aを襲ったホホジロザメは空腹の状態だったと考察している。

#### 1月3日
1992年1月3日15時15分ごろ、松山市沖の海底（水深約20 m）で、タイラギ漁をしていた潜水士が体長約5 mのサメに何度も接近され、その尾鰭にエアホースが絡んで振り回されるという出来事に遭遇していた。この潜水員はその後、エアホースを体に巻きつけたまま自身の周囲をゆっくり泳いでいたサメの体からエアホースがほどけた隙に浮上し、水面上の漁船に船に上がったという。このサメの胴回りは3 m以上と推定されている。この現場は、2月14日の現場とほぼ同一地点だった。

#### 2月14日
同年2月14日10時前、重信川河口に近い松山市南吉田町から西方約4 km沖で、Aの弟が水深25 m程度の海底でタイラギ漁をしていたところ、全長約5 m、腹面から背鰭の先までが150 - 170 cmはある大きなサメに4回ほど接近され、そのうち2回目から4回目の接近でヘルメットに噛みつかれるという出来事があった。この時、サメはまず潜水員が船上と交信するために装備しているインターホンの子機を備えたヘルメットへ向かってきたが、これはサメが頭部にロレンチーニ器官という電気受容器を有し、魚類が筋肉を動かした際に発される数十 mVの微弱な生体電気を感知して接近・攻撃するという習性を有していることから、後にAが襲撃された際も含め、サメは魚類から発される生体電気よりもはるかに強いインターホンの電流や、潜水員が海底で呼吸した際に発された音に反応して接近してきたのではないかという説が指摘されている。
Aの弟によれば、サメは頭から数回にわたって鋼製のヘルメットに直撃し、3回はヘルメットに衝撃があったという。一度は首の部分に噛み付いたが、Aの弟は「動いたらやられる」と直感したため、身に着けていた物の中で最も硬いヘルメットをサメの方に向け、体を丸めるようにして海底にうずくまり続け、4回目の接近をかわして船に引き揚げてもらい、難を逃れたという。Aの弟自身はこの際の経験と、サメは自分より強いものを襲わないという習性を踏まえ、この際に遭遇したサメは硬いヘルメットを噛んだため、自分より強い相手と判断して襲撃を断念したのではないかと分析している。このことを踏まえ、『読売新聞』の取材に応じた専門家はAの弟は動かなかったため、サメに食物と認識されず、急いで浮上しようとしたAとは違い、結果的に難を逃れたのではないかと指摘している。一方で矢野和成は、Aの弟はサメが自身の周りを周回するように泳いでいた際、約20秒間にわたって潜水服の中に空気を溜めて急浮上し、難を逃れたと述べている。
当時Aの弟が被っていたヘルメットにはサメの歯の一部が刺さっており、Aの弟はこの出来事がきっかけで一時は廃業も考えたと証言している。

### 事故直前の動向
三津港内港を基地としていた潜水漁師や、伊予漁協は後者の事故を重視し、翌15日からは興居島の西海域一帯でサメの捕獲作戦を連日展開した。これはサメが現場海域周辺にとどまっている可能性が高いと睨んでのことだったが、有力な情報や成果は得られず、当初はサメへの恐怖や不安から潜水漁への躊躇を見せていた潜水士たちの間にも、次第に「いつまでも休業できない」「背に腹は代えられない」という気持ちが強まっていったという。
一方で3月7日10時30分ごろには、現場から約60 km南西に離れた西宇和郡瀬戸町（現：伊方町）の陸から約200 m沖を通航していた漁船が、灰色で三角形の背鰭と、鋭角的な体型のサメ（推定体長約5 m）を目撃していた。このように事故前からサメの目撃情報が相次いでいたことを踏まえ、Aが所属していた大浦漁協の組合長は「サメが出るような危険な状態で仕事をさせるのが間違いだ」と伊予漁協を批判している。

### 3月8日

#### 潜水漁の再開
事故当日の3月8日、三津港内港を基地としている潜水漁師21人（漁船7隻）は、堀江町沖で潜水漁を再開した。堀江町沖で漁を再開した理由としては、堀江町沖での出現時には襲撃被害までは発生していなかったこと、かつ周辺海域は遠浅な海であることから、漁師たちの間には浅いところから徐々に漁を再開しようとの考えがあったこと、また遭遇・襲撃からの長期間が経過したことから、サメは松山より西の海域にいる可能性が高いと見られたこと、そして板金業者に特注した鉄製パイプの漁ケージ（高さ1.5 m×底の直径1.9 m）が完成し、安全確保の目処が立ったとみなされたことが挙げられる。また『愛媛新聞』の記者座談会では、操業再開の3日前に漁業者らが操業を再開するか否かで協議を行った際、激しいやり取りがあったという情報が挙がっており、また漁業者たちが漁の再開に踏み切った背景として、当時は潮が悪くて貝も不漁であり、漁業者たちには漁の最盛期である3月に自粛を継続するだけの余裕がなかったという事情があると指摘されている。
しかし同日10時15分ごろ、愛媛県喜多郡長浜町（現：大洲市）の約4 km沖で操業していた漁船の乗組員が、頭周りがドラム缶程度の大きなサメが口を開けて右舷近くの海面に顔を出している姿を目撃していた。この海域は、Aが襲われた現場から南西約40 km程度の地点であった。

#### Aが襲撃されるまで
同日8時30分ごろ、Aは「第7正立丸」に乗船して基地である三津港内港を出港し、9時ごろから現場周辺の海域で操業していた。操業当時、Aは鋼鉄製のヘルメットと灰色がかった潜水服を着用した状態で、命綱やゴムで被覆された無線ケーブル、エアチューブで船とつながっていた。エアホースは船上から伸びており、ヘルメットに接続されていた。Aは海底で、潮の流れに向かって前傾姿勢になりながらタイラギ漁に従事していたが、15時20分ごろ、Aは船への無線で突然「助けてくれ」「引き揚げてくれ」と3回、切羽詰まった声で叫び、それらの声の間には「カツッ、カツッ」というヘルメットに硬いものが当たるような音がしていた。また日本放送協会 (NHK) を通じて事故の関連記録を閲覧した矢野和成は、「サメだ」という弱々しい声も聞こえていたと述べている。それらの叫びと異常な機械音の直後、無線通信が途絶えた。
船長ら乗組員2人はすぐに命綱を引き、Aを船上へ引き上げようとしたが全く動かず、エアホースを引っ張っても全く引き上げることができなかった。通常、潜水夫を船上へ引き上げることは人力でも容易であり、水深20 m程度からは2分程度で浮上できるという。船長は次いでエアチューブを引き込もうとしたが、うまく引き込めなかったため、エアチューブを船に結びつけ、船を非常にゆっくりと動かしながら、ローラーを用いて引き揚げようとしたが、それでも引き揚げられず、周辺で操業していた僚船に助けを求めた。しかし気づく船がなかったため、自身の服を脱いで灯油で燃やし、煙に気づいて寄ってきた僚船の乗組員と3人がかりでエアホースを引き揚げた。エアホースは当初異様に重かったが、しばらくして突然手応えが軽くなったという報道もある。しかしエアホースを引き上げたところ、既に命綱と通信用ケーブルは切断されており、またズタズタに引き裂かれた潜水服とヘルメットが上がってきただけで、Aの姿はなかった。
命綱は潜水服から約2 mの箇所から切断され、その切り口は鋭い刃物で切断されたような形になっており、回収された命綱には肉片状のものが付着していた。またヘルメットには約3 cmの鋭い傷が残っており、潜水ヘルメットとともに揚がってきた潜水服は左脚の部分がなく、腹部の部分はズタズタに裂かれていた。船長によれば、潜水服の回収までに要した時間は長かったが、30分未満だったという。また『愛媛新聞』によれば、異常が発生してからヘルメットなどを引き揚げる際に要した時間は約20分である。16時15分、船長らは三津港に帰港して松山海上保安部に事故発生を通報した。

### Aの死亡認定
松山海上保安部は事故後、現場周辺海域でAの捜索を行い、Aが使っていた貝を入れる網袋、Aの潜水服の右足ブーツ、そしてAのものと見られる潜水ヘルメットとオモリを接続するロープを発見したが、A本人の発見には至らず、行方不明から4日が経過した12日14時、Aが生存している可能性は低くなったとの判断から捜索を打ち切った。Aの妻らは同月9日、Aが生存している可能性は低いと判断して松山市内の寄宿先で仮通夜を行った。また同月25日、Aの家族や漁仲間らはAの死を悼み、事故現場海域に花束などを投げ込んでいる。一方で15日には事故現場から約10 km離れた松山市の今津港内で、男性の頭部らしいものが海面に浮いており、沖合に流れていったという通報があり、Aの遺体の可能性もあるとして海上保安部による捜索がなされたが、発見はされなかった。
Aの遺族は事故後の6月19日付で、Aの認定死亡を求める死亡認定願を、松山海上保安部に提出した。同部は引きちぎられた潜水服に残っていたサメの歯の破片および傷の形状、およびそれに付着していた肉片、タイラギ船団の同僚からの事情聴取の結果などから、Aはサメに襲撃されて死亡したことが確実であると認定した（後述）。この調査結果を受けた第六管区海上保安本部は同年11月24日、Aの戸籍上の死亡を認定、Aの本籍地である太良町とAの妻にそれぞれ報告書や通知書を送付した。行方不明者がサメに襲われて死亡したと認定された事例は、この件が日本初だった。またこの認定死亡により、Aの遺族は保険金の受取や労災認定を受けることが可能となった。
松山労働基準監督局は1993年（平成5年）1月8日付で、Aの死亡を労災認定した。認定の審査ではサメの襲撃が天災地変ではなく、業務に起因する災害であるか否かが判断基準となったが、同監督署はAが事業主の下で漁をしていたことや、事故発生前後にも瀬戸内海でサメが出没しており、実際にサメに襲われたという証言もあったことから、瀬戸内海での潜水漁はサメに襲われる危険性を伴うことが予測されていたと判断し、サメによる襲撃を業務上の災害と認定した。このため、Aが死亡したと認定された時期である1992年3月に遡って彼の遺族に対し、労災保険による遺族補償年金、特別支給金（300万円）、葬祭料（平均賃金の60日分）が支給された。労働省補償課によれば、漁業関係者がサメに襲撃されて死亡した事故で労災が認められた事例は日本で初である。

## 事故調査など
松山海上保安部がAの潜水服を調べたところ、潜水服には大きな穴が空いており、ヘルメット部分にも鋭利な歯で開けられたような小さな穴が確認された。松山海上保安部は屋島水族館（香川県高松市）にAの潜水服の調査見分を依頼した。これは海上保安部にウェットスーツやヘルメットを鑑定する専門員がいなかったためで、『愛媛新聞』社会部副部長の渡部卓は、一度は水族館側に「専門外」との理由から鑑定依頼を断られたものの、保安部側が「まだ少しは詳しいから」と改めて要請したことで水族館も依頼に応じたと述べている。
屋島水族館による見分の結果、潜水ヘルメットの肩部分には傷が確認され、また服からは血液反応が検出された。同保安部はこれらの事実や服の破れ方に加え、事故前に周辺海域でサメの目撃情報があった点などから、Aは巨大なサメに襲撃されたものと断定した。この時点ではまだAを襲ったサメの種類の特定にまでは至っていなかったが、当時からホホジロザメの可能性が強いと見られていた。また松山海上保安部の調べにより、命綱の先端に付着していた肉片は人間のものであり、血液型はAと同一のB型であることも判明した。
一方で仲谷一宏は、事故がサメによるものであるという具体的な調査結果や、結論に至った過程・証拠が全く示されていなかったことから、時間の経過に伴って保険金殺人説やシャチによる襲撃説が噂されるようになったと述べている。漁業関係者の一部がシャチ説を唱えた理由としては、海上の船が全く揺れなかったことや、潜水服にサメ特有の擦過痕が付いていなかったことが挙げられ、これらの点はいずれもサメの襲撃にしては不自然な点であると指摘されていた。仲谷は当初、事故発生から1か月未満ながら「保険金殺人」「シャチ」などの説が出るなど状況が混乱してきたことから、専門家による事実関係の調査が必要と考えていた折、「ある所」から潜水服の調査をしてほしいという強い要請を受けたという。

### ホホジロザメによる襲撃と特定
事故当時の現場海域の海水温（前述）から、Aを襲撃したサメは熱帯系の種類ではなく、比較的低水温にも生息できる種類のサメであることが考えられた。
Aが事故遭遇時に着用していた潜水服やヘルメットは、見分終了後にAの家族に返還されており、それらは後に潜水靴とともにAの実家に保管されていた。仲谷はAの家族の了承を得て、同年4月3日にAが着用していた潜水服を調査した。その結果、潜水服の肩の金属部には歯の鋸歯で引っかかれた細かい数本の平行線状の傷や、歯の先端で穿孔された長楕円形の穴があり、後者の穴の縁には鋸歯が強く圧迫されたことにより形成されたと思われる小さな凹凸が確認された。さらにゴムケーブル（エアホース）の切断面や、潜水服の肩口の裂け目の断面には細かな平行線状の筋が確認されたが、これらは鋸歯のある歯でえぐられたことにより形成されたものと推定された。また、Aのヘルメットと潜水服を接続する防護金具の最下端についていた防水用ゴムパッキンの傷跡から、サメの歯の破片が発見された。発見された歯の破片は、長さ約5 mm、幅約2 mm、厚さ約1 mmの細長い形状で、先端に鋸状の山が2つあった。この鋸歯の幅は約0.85 mmで、ホホジロザメ以外にこれほど大きな鋸歯を持つサメはいない。仲谷は自身の所属する北海道大学にこの歯の破片を送り、同年5月に改めて鑑定を行ったところ、この歯はかなり大型のサメのそれであると断定された。そして当時の現場付近の海水温、ホホジロザメの出現条件などを検討し、Aを襲撃したサメがホホジロザメ以外の種である可能性は低く、Aは全長5 m級のホホジロザメに襲撃されたものであると結論付けた。歯型から、サメの口幅は40 cm以上と推定されている。
矢野和成 (2002) はインターナショナル・シャーク・アタック・ファイル (ISAF) の収録データを基に、1935年（昭和10年）から2002年（平成14年）の間に日本周辺海域で発生したサメによる被害は計50件確認されており、うち31件が死亡事故（全被害の62％）であると報告しているが、それらの被害の中で明確に襲撃したサメの種類が特定されているものは、死亡事故では3月8日のA襲撃事故、非死亡事故では1月3日の遭遇事例であると述べている。また仲谷は、日本近海で公式に記録されたサメによる事故は1950年から1992年までの間に16件記録されているが、3月8日の死亡事故 (Case No. 2104) と6月17日 (Case No. 2302) のホホジロザメによる漁船襲撃事故の2件を除き、疑わしいサメの種類は特定されていないと述べている。
なお1987年時点では、ホホジロザメの日本近海域における報告事例は12例のみだったが、1992年は3月から7月までの間に、北海道から九州までで計11頭の漁獲・確認情報が記録されており、うち8例は紀伊半島以西からのものであった。仲谷はこの点について、1992年だけホホジロザメが異様に日本近海に出現したわけではなく、事故以前はホホジロザメは商品価値の低さなどから、漁獲されても一般人の目に触れることなく処分されるなどしていたため、さほど注目されていなかったが、松山沖事故をきっかけにホホジロザメが注目されるようになり、それまで埋もれていたような情報が報告されるようになったのであろうと評している。

### サメの侵入経路
Aを襲ったホホジロザメが瀬戸内海に侵入した理由について、専門家の間では獲物を追ってきたその個体が単独で迷い込んだものだとする説と、地球温暖化に伴う海水温上昇による分布の拡大であるとする説に分かれた。高知大学理学部教授（生物学）の岡村収によれば、瀬戸内海に分布するサメのほとんどは海底付近に生息する小型種であり、ホホジロザメやアオザメ、ヨシキリザメといった人を襲うことがある表層性の大型種は高知県沖の太平洋には分布しているものの、通常は内海であり、かつ太平洋などに比べて塩分濃度が低い瀬戸内海に侵入することは考えられず、Aを襲ったサメは豊後水道から単独で迷い込んだ可能性が高いと述べている。ただし愛媛県の瀬戸内海沿岸では松山沖事故以前にも大型サメの目撃・捕獲事例は皆無ではない（後述）。
また瀬戸内海に侵入した経路について、愛媛大学工学部助教授（海洋環境工学）の武岡英隆は、年に数回瀬戸内海に流れ込む黒潮に乗って太平洋に入ったのではないかと指摘している。水産庁南西海区水産研究所によれば、黒潮は1991年9月から11月下旬まで豊後水道沖でとどまっていたが、同年12月から分枝流が豊後水道内部に入り込むようになったのを経て、1992年1月から3月にかけては瀬戸内海にまで黒潮が入り込むようになっていた。また1991年12月と1992年3月中旬には豊後水道で、黒潮などの暖海水が波及することにより、数日間で海水温が3℃程度上昇する「急潮」という現象が発生しており、特に前者の急潮は冬季のものとしては大規模なものであったと報告されている。実際に1991年12月から1992年2月ごろにかけては、宇和島沖や松山沖の海水温が例年より上昇傾向にあったことや、高知県沖を流れている黒潮の中心流軸が1991年秋から四国沖に接近する傾向を見せ、1992年1月中旬には足摺岬沖で、黒潮の中心流軸が平均より40 km陸寄り（海岸から8 km）を流れていたことがそれぞれ判明しており、武岡はこの黒潮の流入がA兄弟を襲撃したホホジロザメを瀬戸内海に侵入させるきっかけになった可能性を、岡村は黒潮の分枝流に乗って多数のサメが瀬戸内海に侵入し、瀬戸内海各地でのサメによる被害や、目撃数増加につながった可能性を指摘している。また1991年から1992年にかけての冬は暖冬であったことに加え、風が弱かったためか、瀬戸内海西部は全体的に平年より海水温が1 - 2℃高く、アジやサバの漁獲量が増えていたという。
山口県水産部も同年時点で瀬戸内海の海水温が上昇傾向にあり、それに伴って漁獲される魚種も従前より変化しているという調査結果をまとめており、サメの出没との関連性を指摘している。また戸田実は、ホホジロザメが春先に食欲旺盛になり、マアジなどの魚やそれを追うイルカなどを追い、黒潮に乗って瀬戸内海に侵入した可能性を指摘している。内田詮三もアジ・サバなどの魚を追ってイルカが瀬戸内海に入り、そのイルカをさらに追いかける形でサメも侵入してきた可能性を指摘している。一方で6月にサメによる漁船襲撃事件が発生した伊方町近くの海域では、地元の町見漁協がアジ釣り漁を行っていたが、同事件以降はアジがほとんど釣れなくなったという。屋島水族館飼育次長の真鍋三郎は、サメが黒潮に乗って瀬戸内海に侵入する際に経由したと思われる豊後水道にある宇和海ではハマチの養殖が盛んであることから、餌を探し求めたサメが誘引された可能性を指摘している。
なお東京大学農学部助教授（水産学）の谷内透によれば、ホホジロザメはゆっくり泳いで2日間で190 km遊泳した観察記録があるが、瀬戸内海は東西約440 kmであるため、1週間もあれば端から端まで泳ぎ切ることができる。戸田は、瀬戸内海にはホホジロザメのこれ以前の目撃例も、イルカやアシカなどホホジロザメが好んで捕食する海生哺乳類の個体数も少ないことから、「ホオジロが瀬戸内海にそのまま居着くとは考えにくい」と指摘しており、科学技術庁海洋科学技術センターの山田稔も、事故から約1か月が経過した同年4月時点で、Aを襲ったサメは既に瀬戸内海から太平洋へ出ている可能性を指摘している。サメに詳しいダイバーの尾崎幸司は、瀬戸内海に侵入したホホジロザメは1、2匹であり、集団で侵入したとは考え難いと述べており、岡村もサメの侵入はあくまで偶然の産物であり、水温の変化だけでなく塩分濃度の関係上、瀬戸内海に多数のサメが侵入・定着するとは考え難いとも述べている。一方で仲谷は、事故発生から3月15日までに宇和島市沖から香川県の小豆島沖まで東西約300 kmにわたって瀬戸内海の25か所（このうち事故後だけで23件）でサメの出没・目撃情報があったことや、松山沖事故以前にも複数回にわたってホホジロザメが出現した事実を踏まえ、ホホジロザメの移動距離は70 km/日であり、通常は同じサメが短期間に広範囲に出没するとは考え難いとして、かなりのサメが瀬戸内海に居ついている可能性を指摘した上で、一度人間を襲ったサメは再び人間を襲う可能性があると指摘していた。

## サメ捕獲作戦
一方で事故後も、現場周辺の海域ではサメの目撃情報が相次いだ。事故後の3月10日11時30分過ぎ、7日にサメが目撃された現場からほど近い瀬戸町足成の襖鼻から3、4 m沖で、一本釣り漁船がサメと見られる正三角形の背鰭を2回目撃した。この船で操業していた漁師によれば、サメの大きさは2 mや3 m程度ではなく、約5 m程度はあったという。
このような状況の中、サメの捕獲作戦が焦点となり、愛媛県などでは県主導のサメ捕獲作戦が展開された。渡部は事故直後の松山海上保安部について、サメに対する知識・対応などのノウハウを有していなかったため、対応に手間取っており、またサメが珍しくない沖縄周辺の海域とは海流・透明度などの条件が大きく異なっていたため、沖縄近海を管轄している第十一管区海上保安本部からの応援も期待できなかったと述べている。

### 愛媛県のサメ捕獲作戦
同年3月12日には愛媛県、松山海上保安部、愛媛県漁業協同組合連合会、県水産局など17人、6団体が「サメ被害対策会議」を結成、同会議は同日の初会合で、新たな被害が出ることを防ぐためサメの捕獲を決め、サメに餌付けをして現場周辺海域に惹きつけた上で、釣り上げを基本とした捕獲方法を取ることで合意した。しかし渡部は、保安部はサメ対策について「本来業務ではない」との立場から、捕獲などに対しては消極的な姿勢をとっていたと評している。また保安部は1991年12月から「密漁船封じ込め作戦」の一環で、三津港内港で常時巡視船による巡回を行っていたが、一部の漁業者たちからは「取り締まりよりサメを何とかしてほしい」という声が上がっていた。
愛媛県では南予地方で小型のサメを対象とした漁業が行われているが、ホホジロザメ、メジロザメ、イタチザメなどといった大型のサメを対象とした漁業は行われておらず、また清水漁業協同組合（高知県）の船主組合長からは、そのようなサメの捕獲に有効とされる浮き延縄漁（マグロ延縄漁の応用）を瀬戸内海で大規模に行うと、海域を航行する船舶の支障になることが指摘された。このため同組合長は、自分たちがサバを食害する大型サメを駆除する際に行っている「浮き仕掛け」という漁法（ブイに50 - 60 mのロープを付け、このロープの先端にワイヤー付きのマグロ針を取り付け、サバ・イカなどの餌を刺して海に垂らす方法）を、また戸田実は沖縄記念公園水族館が5 m級の大型サメを捕獲するために行っている大型サメ用の延縄漁（大型浮きが海面に出るように海底へアンカーを沈め、アンカーから海底に這わせた幹縄から伸びる枝縄に長さ30 cm、幅20 cmの特注針を取り付け、20 - 30 cm角の豚肉やイルカ肉を餌とし、毎日船のローラーで巻き上げて当たりがあるか確認する漁法）をそれぞれ提案していた。実際に行われた捕獲作戦では、「サメは動くものに敏感」との理由から浮きに餌をつけただけの浮き流し式の仕掛けを採用する漁協があった一方、仕掛けにかかったサメを逃がさないためには仕掛けの位置を固定した方が良いとして、浮きをアンカーで固定した上で餌を垂らす方式を採用する漁業関係者もいたことや、「針が大きいとサメが食いつかない」「小さな針ではかみ切られてしまう」などの理由から、使用する釣り針の大小に関してもそれぞれ試行錯誤が行われていたことが報じられている。また戸田は、沖縄近海で行われている約20本の針を用いた延縄（全長約1 km）によるサメ漁でも、捕獲成功率は1年に1匹釣れるかどうかと低く、サメの捕獲は困難であると指摘していた。
実際の捕獲作戦では魚だけでなく、安価な豚の肉や、豚の内臓、馬肉、牛肉など様々な種類の餌が用いられ、またサメが音楽に敏感であるという話があったことから水中スピーカーで演歌や民謡などを流すといった試みも行われたが、オーストラリアで海中を泳ぐホホジロザメの姿をビデオ撮影することに成功した経験を有する松田猛司は、1日で長距離を泳ぎ回るホホジロザメは身の回りの小魚などを食べることが多いとして、豚肉などによる捕獲作戦の有効性に疑問を呈していた。一方でオーストラリアでは馬の腐肉が最適な餌とされていたため、捕獲作戦の関係者が馬肉の確保を試みるも苦労していたという報道もある。中には事故発生時の状況を再現すべく、潜水服に肉を詰めて沈めるという捕獲作戦を行った者もおり、この方法に対しては一部の専門家から肯定的な声が上がった一方、批判の声も多かったという。

#### 作戦開始
サメ被害対策会議によって行われた当初の捕獲作戦は翌13日以降、Aが襲撃された現場と、2月にAの弟が襲われた海域の2か所で、海上にブイを浮かべ、そのブイから牛や豚の内臓をつけた仕掛けを海底から3 - 5 m上の水中までロープで垂らし、海上のクルージング船「まんぼう」から24時間体制でサメがかかったかどうかを監視するというものだったが、この作戦は効果がなかったため、16日正午をもって打ち切った。
一方で同会議は釣りによるサメ捕獲作戦を行うべく、松山市内の鉄工所に3、4種類の特注の釣り針55本（長さ30 - 55 cm）を発注し、16日午後から堀江町沖や北条市沖の一帯で潜水漁船7隻によるトローリング作戦を、南吉田町沖で「まんぼう」による一本釣り作戦を、それぞれ開始した。トローリング作戦は前述の特注針に加え、サメ漁の本場である沖縄県の釣具店から取り寄せた全長28 cmのクエ用釣り針も利用、餌には牛や豚の内臓を用い、漁船1本あたり約5本のロープを海中に流しながら、事故現場から東方の北条市沖まで航行するという作戦で、それまでの餌付け作戦より広範囲を捜索できることが利点とされていた。また一本釣り作戦は長さ約60 cmの特注針を利用し、水深約25 mの海域で約5 kgの馬肉を針に刺し、海面から約8 - 10 cmの海中に垂らし、動物の血を撒いてサメをおびき押せるというものだった。捕獲作戦に携わっていた漁業者たちからは、松山沖事故が発生した時期と同じ中潮になる3月21日ごろにサメが捕獲の仕掛けに食いつくかもしれないと期待する声も上がっていたが、成果はなかった。この間、Aが拠点としていた三津港内港の潜水漁業者たちは、Aの弟がサメと遭遇した2月14日以来、連日早朝から深夜までサメ捕獲作戦やAの捜索活動に従事し、船主たちは無収入のまま乗り子たちへの人件費や「まんぼう」の経費を払い続けていたが、漁業者の間からは生活の先行きを不安視する声も上がっていた。そのような中でも、捕獲作戦に携わる漁業者たちは「身内の仇は自分らで」という思いから、連日餌を仕掛けては腐敗した餌を引き揚げる作業を続けていた。
また愛媛県は21日、捕獲作戦などの陣頭指揮、漁業者の生活安全対策、海中土木工事の安全工法の検討・関係者の指導、漁業者・遊漁船業者などの安全対策、情報収集などに当たる「愛媛県サメ対策本部」を設置し、愛媛県副知事の高木方知が同本部の本部長を務めた。これは事故発生から13日ぶりのことで、県知事の伊賀貞雪は同本部設置を受け、サメ問題の長期化が予想され、県民への直接的な影響が心配されるようになり、また漁業だけでなく公共事業や海洋レジャーへの影響も懸念されることから、これら関係者の不安を払拭するため、政府や関係機関、各県などと協力し、同本部の設置に踏み切ったと説明したが、それまで捕獲作戦に携わっていた漁業関係者からはそれまでの捕獲作戦で思うように成果が上がっていなかったこともあって「県の対応は遅すぎる」などの反発の声が上がっていた。『愛媛新聞』の記者座談会では、県がそれまで能動的にサメ対策を行っていなかった理由について、捕獲などのノウハウがなかったためではないかと指摘されている。同本部は同月25日に県庁で初の合同会議を開き、同年4月3日には従来の釣り方式だけでなく、サワラ流し網漁でサメの捕獲を試みることを決定した。サワラ流し網漁は同年当時、241隻の漁船が操業許可を得ており、例年4月下旬から6月中旬まで瀬戸内海全域で行われていた。当時、燧灘ではサワラの流し網漁が最盛期を迎えることから、サメが網にかかることが期待されており、伊予灘と燧灘ではそれぞれ流し網漁による作戦が展開された。一方で網が使えない海域や、水深の深い宇和海では、引き続き延縄や一本釣りによる捕獲作戦が継続されることとなった。

#### 捕獲失敗とその後
同年4月7日、堀江町沖に仕掛けられていたサメ捕獲用の仕掛け（馬肉を餌として付けたクエ針）が食いちぎられているのが確認され、捕獲作戦を行っていた漁船団が周辺海域を捜索したところ、約12 km離れた釣島の北方約1.5 kmの海上でこの仕掛けを食いちぎった全長約5 mのサメが泳いでいる姿が確認できたため、サメの行方を漁網で阻むことにより捕獲しようとしたが、サメが咥えていた仕掛けが漁網に引っ掛かり、サメは逃げてしまった。この時期は松山沖事故と同じく、新月後の「中潮」の時期であった。この仕掛けは直径2 - 3 mmのワイヤの先端にクエ針を取り付けていたが、ワイヤの先端30 cmとクエ針がなくなっており、その切り口は鋭利な刃物で断ち切られたような状態になっていた。またこの捕獲作業中には、現場上空を飛行していた第六管区海上保安本部のヘリコプターがビデオ撮影を行っていたが、撮影されたビデオには体長5 - 6 mの魚影が映っていた。松山海上保安本部がこのビデオ映像の鑑定をサメの生態に詳しい尾崎幸司（東京シーハント社長）に依頼した結果、尾崎はやや赤茶けた体色、背鰭・尾鰭の形、全体の動き、馬肉に食いついた点から、このサメはホホジロザメで間違いないと断定、また水面で跳ねた際の瞬発的な動き、身のよじり方といった特徴から、青年期から壮年期に相当する若いメス個体で、体長は5 m以上、体重は1600 - 1800 kg程度と推定されると報告した。また愛媛大学工学部助教授の萩山博之は、県サメ対策本部から依頼を受けてワイヤの切断原因を鑑定し、ワイヤの強度を超えた過大な荷重がロープ軸方向に作用した結果、ワイヤが引っ張られて切断されたと報告した。渡部はこの時の捕獲作戦について、捕獲作業中の漁船を囲んでいた各報道機関のチャーターした船や、上空を飛んでいた海上保安本部のヘリの存在がサメの捕獲失敗の要因となったと指摘している。
一方で11日から14日の4日間に南宇和郡や宇和島市の日振島沖などで、ヨシキリザメやドタブカなど6匹のサメが捕獲されたが、いずれも事故とは無関係な種類のサメだった。このため南宇和郡の漁業関係者からは次第にサメ捕獲作戦の有効性を疑問視する声が上がり始め、宇和海サメ対策本部は同月16日の会議で、今後はサメの捕獲を各漁協の自主判断に任せることを決定、同会も同月30日をもって解散した。
また浮き流し釣りによる捕獲作戦を展開していた伊予漁協は同月20日までに、愛媛県サメ対策本部に対し、近くサワラ流し網漁が始まるため、その漁でサメを捕獲できる見通しがあるとして浮き流し釣りによる捕獲作戦を中断すると申し入れ、対策本部も同月限りで漁協への補助金を打ち切った。一方で同月21日、県サメ対策本部は事故現場の堀江沖や今出沖を除いて伊予灘と燧灘で行われていた釣りによる捕獲作戦を中止し、サワラ流し網漁による漁獲を狙う方針に切り替えることを決定した。堀江沖と今出沖ではそれ以降もタイラギ漁業者たちが引き続き釣りによる捕獲作戦を続けたが、4月8日以降はサメが仕掛けに食いついた形跡はなく、周辺海域でのサメの目撃情報も激減した。県対策本部による捕獲作戦は5月10日に終了し、自主的に捕獲作戦を継続していたタイラギ漁業者らも同月15日をもって捕獲作戦を打ち切った。対策本部はその後もサワラ漁の流し網にサメが混獲されることを期待したが、5月22日を最後に瀬戸内海で大型サメの目撃は報告されなくなり、対策本部はサメが現場海域から姿を消したと判断されたことや、サワラ漁も6月末に終了することから、6月16日、県のサメ対策本部は解散した。この間の対策費用は約4億円に上ったと報じられている。
Aとともに操業していた船長はその後も8月まで仲間たちとともにサメ捕獲作戦を行ったが、成果は上げられず、金銭的な問題もあって断念し、同年12月時点ではアジ・サバ漁をして生活していた。

### ホホジロザメによる漁船襲撃事件
しかし翌17日12時30分ごろ、西宇和郡伊方町大成から北約1.5 kmの伊予灘で、一本釣り漁船が巨大なサメに噛みつかれる事故が発生した。被害に遭った漁船は木造の伝馬船で、船主は現場の海域でアジ釣り漁をしていたところ、突然船体を激しく揺さぶられ、やがて巨大なサメが大きな口を開けて襲い掛かってきたため、船主はとっさに転覆しないよう船上で体を移動させながら重心を取り、手近にあった長さ2 mの鉤竿で約5分間にわたってサメを複数回叩いたり突いたりして追い払ったという。帰港した漁船の右舷と船底にはサメの歯の跡とみられる長さ約10 cm、幅1 - 2 cmの鋭利な傷跡が約30か所確認され、また船首下には底辺1.5 cm、高さ2.5 cmの三角形で、先端が鋸歯になったサメの歯2本が食い込んでおり、歯の大きさや状況証拠から、この船を襲ったサメは全長5 m前後の巨大なホホジロザメであると結論付けられている。この事故後には地元の町見漁協が現場海域付近で、3月末から4月にかけて以来となる延縄によるサメ捕獲作戦を行ったが、約2週間の捕獲作戦でも成果は上がらない一方、荒天で延縄が流されるなど悪条件が重なり、同漁協は7月3日付で「これ以上続けても成果は期待できない」として捕獲作戦の打ち切りを決めた。森昭彦 (2023) は、淡路島沖で5月22日にホホジロザメが捕獲された（後述）後に松山沖事故の現場により近い伊方町沖にホホジロザメが出現したことから、後者のホホジロザメは松山沖事故のホホジロザメと同一個体である可能性を指摘している。
この事故で被害に遭った漁師は事故後、仲谷が事故の詳細を調査するため聞き込みに来た際に「もうあんな恐ろしいことは思い出したくないのでお話しできません」と証言を拒否していたが、後にサメの歯形が残っていた船体にペンキを塗り直し、お祓いを受けた上で漁を再開した。

### その他のサメ捕獲作戦
愛媛県の主導した捕獲作戦以外にも、各漁業者が自主的に捕獲作戦を行う事例が見られた。瀬戸内海で潜水漁を行っている越智郡宮窪町（現：今治市）の宮窪町漁協は、14日朝から独自にサメの捕獲作戦を開始した。同漁協は事故発生後、県や海上保安部の対応を注視してきたが、松山市沖と違って今治市沖では特段の対策が取られなかったため、潜水士らによって構成される潜水組合が中心となり、釣りによる捕獲作戦を開始した。こちらの作戦は、サメの目撃情報があった大島と大三島の間の海域（宮窪町早川から吉海町田ノ浦にかけての沖合）で、自動車のスプリングを改造した長さ70 cmの特製の釣り針を用い、これに豚の頭を仕掛け、サメが食いついたら釣り上げるという作戦である。しかし成果が上げられなかったことに加え、遠洋マグロ延縄漁の経験者から「サメは大きな針には食いつかないだろう」という意見があったことから、17日にはマグロ延縄漁用の釣り針（約10 cm）に切り替え、餌も生きたハマチやサバを用いて作戦を継続した。このような動向を受けて町議会は3月定例議会最終日となる同月26日、「宮窪町サメ対策本部設置についての要望決議」を全会一致で採択し、同町長の菅原恒夫は議会閉会後に対策本部を設置する意向を示した。
また宇和海でも巨大なサメが目撃されたという情報があったことを受け、南予地方の三崎漁協・日振島漁協など28漁協で構成される宇和海漁業協同組合協議会は14日付で「宇和海サメ対策本部」を設置し、情報収集を開始した。日振島漁協（宇和島市）は事故発生後、アワビ・サザエの素潜り漁を自粛してきたが、それ以降も日振島周辺の海域ではサメの目撃情報がなく、また長期休漁は死活問題であるとして、漁業者の間から漁の再開を求める声が上がったことから、事故発生から2週間後の3月22日に素潜り漁を再開した。瀬戸内海で潜水漁を自粛・休漁していた漁協が操業を再開するのはこれが初で、出漁した漁業者たちはサメに近寄られにくい複数人で集まって操業するなど安全対策を取った上で操業再開に踏み切った。しかし同日に出漁した漁船は約40業者のうち2グループの6、7人で、大半の業者は出漁を見合わせていた。また同日には日振島近くでサメの目撃情報があったため、翌23日には再び操業を自粛し、自主的なサメ捕獲作戦の実行を決めた。
このような動きは愛媛県外の瀬戸内海沿岸でも見られた。香川県と同県漁連も3月25日から31日まで1週間にわたり、備讃瀬戸周辺でニワトリを餌にした一本釣り流し漁でサメの捕獲を試みたが、成果が上がらなかったため、4月10日からの3日間はサワラの流し刺し網でサメの捕獲を試みた。しかしこちらも成果がなく、潜水漁業のシーズンも終了することを踏まえ、15日にサメ捕獲作業を取りやめ、目撃情報の通報体制だけを続ける方針に切り替えた。岡山県も倉敷市児島沖で21日から流し釣り漁によるサメ捕獲作戦を行ったが、同海域でのサメ目撃情報が少なかったため、27日に作戦をいったん打ち切り、30日から再開した。兵庫県は3月下旬に明石海峡でサメの目撃情報が相次いだことを受け、県漁連や関係漁協と連携した上で、体長5 - 6 m程度のホホジロザメの捕獲を目指し、4月6日から10日の5日間にわたって明石海峡各地で冷凍サバを餌とした延縄漁によるサメ捕獲作戦を行ったが、こちらも成果はなかった。
また県外の漁業者からも捕獲作戦への協力申し込みや、捕獲方法の提供などの申し出が相次いでいた。高知県のマグロ延縄漁関係者は、愛媛県漁連を通じて捕獲作戦への協力を約束した。広島県福山市では地元のダイビングショップ経営者らによる捕獲作戦も行われたが、これも空振りに終わった。瀬戸内海から離れた千葉県勝浦市でも同年6月、地元の8漁協が、瀬戸内海の騒動の影響を受けて浜勝浦、八幡岬沖でサメ退治を行った。

#### シャークハンター必殺隊
また地元の漁民や松山海上保安部によるサメ捕獲作戦に便乗する形で、立川談志が「隊長」、なべおさみが「副隊長」として「シャークハンター必殺隊」を結成し、サメ獲りの専門家約30人とともにサメ退治作戦を行う予定と報じられ、東京のレジャー新聞社が仕立てた大型クルージング船「ケイグレース号」 (380 t) で、19日に東京港の晴海埠頭から出港した。この「必殺隊」の指南役は、津軽海峡でサメの延縄漁を生業としており、過去にサメによる漁業被害が続出した際にサメ退治の先導役も務めたことから「サメ取り名人」の異名を持つ青森県東津軽郡三厩村在住の漁業者・伊藤藤衛門が務めた。結成の発端は談志が雑談で「サメ退治に行こう」と言い出したところ、その案になべらが同意したことによるものだったが、談志本人は北京で別の仕事があるため航海には参加せず、なべは23日までの乗船予定と報じられていた。一方でこのような動向に対し、海保や地元の漁業関係者からは冷たい反応が示されていた。
一行は21日に松山市の高浜港に到着したが、「副隊長」のなべは到着直後に下船し、到着から約2時間後には松山空港から飛行機で帰京した。なべ自身は「急用」を帰京の理由としており、帰京後にも報道陣に対し「僕は〝人寄せパンダ〟ですから、僕が地元に入ったことで、世間が注目したからお役所（愛媛県）も対策本部をつくったんだ」と語っていたが、地元の漁業者たちからはなべの行動に対し「遊びに来ただけだ」「売名行為だ」という批判の声が上がっており、スポーツ新聞でも「敵前逃亡」と報じられた。この「必殺隊」を企画した株式会社ナイタイの岡本武司は、なべは23日から舞台の稽古を予定しており、当初から22日には帰京する予定だったが、21日になって「急用」ができたとして帰京したと証言している。
この「必殺隊」の動きに対しては「サメ騒動を利用した売名行為そのものではないだろうか」「彼らの人間性を疑いたくなってくる」という批判的な投書が『読売新聞』に掲載されており、『愛媛新聞』でも「必殺隊」がインタビューで「興味はあるが使命感はない」「隊長〔談志〕は体調が悪いから行かない」など駄洒落交じりの受け答えをしていたことを不謹慎であるという論調で批判する投書が掲載されていた。『スポーツニッポン』編集委員の大隅潔はこの「必殺隊」の動向と、同年1月末の大相撲初場所後に貴花田・若花田兄弟が乗り合わせていたサイパン発成田空港行きの飛行機内で、腹痛を訴えた妊婦（ロサンゼルス五輪でバレーボール日本女子代表に選出された野口京子）の救助に貢献して航空会社から表彰を受けたという出来事を対比し、またなべが当時息子の大学不正入試問題を受けて反省の意を示すため山籠りをしていた直後だったことも踏まえ、前者の動向を強く批判している。またビートたけしは、なべが「船ダメ、海ダメ、釣りもダメ」と語っていたにもかかわらず「必殺隊」の副団長として松山へ向かい、その直後に帰京したことを厳しく批判、「どうせ命がけで行くんなら、「シャークハンター必殺隊」の副団長なんてカッコイイ役で行くんじゃなくて、みずから潜水夫となって潜って、タイラ貝やアワビやサザエとりを手伝ってやるくらいじゃないといけないんだっての。」と述べている。談志の弟子である立川談慶は自著で、談志が記者会見の際に「なぜこの時期行くのですか？」という質問に対し「興味本位に決まっているだろ」と発言していたことや、このことをテレビで批判した森田健作について「あいつに投票するなよ」とネタにしていたことを述べている。
一方で残る「必殺隊」一行に対しては、地元漁業者が「だれでもいいから一本でも多く針を入れたい」と協力的な姿勢を見せていたという報道もある。「必殺隊」一行は同月21日からレジャー船「ケイグレイス」でトローリングなどによるサメ捕獲を試みたが、成果を得られないまま4月3日に活動を終了した。「必殺隊」はこの地域の主要港湾である松山港に入らず、また捕獲作戦を行う海域も「地元の漁民の邪魔にならない所」を選ぶなど、地元からの反感を買わないように行動していると報じられていた。伊藤や岡本、作家の坂口拓史ら「必殺隊」のメンバーたちは同年6月9日、伊豆半島沖の銭洲近海で釣り船の客が釣り上げようとしたヒラマサをサメが食いちぎったという情報を受け、同月19日から再び「ケイグレイス」で銭洲に出航してサメ捕獲作戦を行い、20日にイタチザメ（体長4.5 m、体重600 kg）を捕獲したと、「必殺隊」を支援したナイタイの発行していた『ナイタイレジャー』で報じられている。

### その後のサメ目撃情報など
水産庁は松山沖事故の後、サメの写真や特徴を掲載したパンフレットを作成して瀬戸内海沿岸の漁業者や港湾関係者に配布、サメの目撃情報を収集することで、出没したサメの種類、数、季節ごとの分布状況などを調査しようとした。
水産庁瀬戸内海漁業調整事務所によれば、愛媛県から寄せられたサメの目撃情報は1992年3月だけで25件に達し、山口県沖では26件（3月 - 7月）、大分県で17件（1月 - 8月）、広島県で8件（3月-7月）、岡山県で4件（3月）、徳島県で2件（7月）、香川県で3件（7月）、福岡県で1件（7月）を数え、同年の紀伊水道から豊後水道までの瀬戸内海・大阪湾沿岸におけるサメの捕獲・目撃情報は179件を記録した。また第六管区海上保安本部によれば、瀬戸内海では松山沖事故から1993年3月までの1年間に117件のサメ目撃情報が寄せられていた。ただしこれらのサメ目撃情報は、同じサメを複数の人物が目撃した事例が重複して数えられた可能性や、イルカなどをサメと見間違えた事例が混ざっている可能性も指摘されている。
山口県瀬戸内海沿岸部では3月8日から同年9月17日までの間に29件のサメ目撃情報が寄せられた一方、9月以降は目撃情報が寄せられていなかったが、水産庁南西海区水産研究所長の吉田主基はその要因について、人々のサメへの関心が薄れたためであり、サメが海水温などの変化で外海に出たとは考えられないという見解を述べていた。また1993年は7月26日時点で、瀬戸内海漁業調整事務所管内におけるサメの目撃・捕獲情報は11件にとどまっており、人々のサメへの関心が薄れていることが指摘されていた。その後、サメの目撃・捕獲件数は1994年は4件、1995年は12件だったが、1996年は6月26日時点で瀬戸内海や大阪府の泉州沖で前年の3倍超となる38件を数えており、瀬戸内海漁業調整事務所は関係11府県にサメ被害の未然防止策を促す異例の文書を出している。
同年4月18日には高知県の足摺岬沖北北東4.4 kmに位置する土佐湾の定置網で、体長4 m、体重500 kgのホホジロザメが捕獲された。これは松山沖事故以降、周辺海域でホホジロザメが漁獲された初の事例だったが、胃の内容物を調べたところ、体長約2 mのイルカを呑み込んでいたことが確認されたものの、Aの遺留品などは発見されなかった。

同年5月22日11時ごろ、兵庫県三原郡西淡町津井（現：南あわじ市津井）の雁来埼から約7 km北西の播磨灘（水深約30 m、おおよその座標）で、小型底引き漁船が操業中に全長4.9 m、胴回り2.4 m、体重1.1 tのホホジロザメを混獲し、最寄りの漁港である淡路島の湊港で水揚げした。瀬戸内海でホホジロザメが捕獲された事例は3月の事故以降、これが初であり、松山沖事故以降にサメの出現が社会問題として大きな関心を集め、懸念も広がっていた中、有名な海水浴場の近くでホホジロザメが捕獲されたというものであったことから、世間の注目を集めたと評されている。またこの事例は、播磨灘・大阪湾海域におけるホホジロザメの初捕獲事例でもあった。捕獲された現場は、雁来埼から北方約7 km、仏崎から西方約7 kmの地点（水深約30 m）で、新五色浜県民サンビーチや慶野松原といった海水浴場にも近接していた。また周辺はタイ、カレイなどの好漁場で、サメはこれらの魚を追って海域にやってきたものと思われる。捕獲直前の5月15日に兵庫県立水産試験場が現場付近の海域で水質測定を行った結果、透明度は8.0 m、底層水は水温14.7℃、塩分濃度32.27という結果が出ていた。同月25日に同水産試験場でこのサメの解剖が行われたが、胃は空で、腸の内容物もドロドロの液状物のみであり、固形物は発見されなかった。
Aの事故から約1年後の1993年3月17日には、伊予市の郡中港沖でタイラギ潜水漁中の男性がサメらしい生き物に襲われ、複数回体当たりされた末、エアホースを引きちぎられる被害に遭ったが、魚はそのまま泳ぎ去り、怪我はなかった。当時は半年以上にわたってサメの目撃情報がなかったため、恐怖の記憶は薄れつつあったが、この事故が再びそれを呼び覚ます格好となった。この時に男性を襲った魚は銀色の巨大な魚で、サメ特有の鋭い目つきをしていたといい、エアホースの切断面はヘルメットから約10 m上の部分で噛みちぎられており、切断面には鋭利な刃物で切られたような跡が残っていた。また目撃証言によればこの「サメ」の体長は5 m程度であり、ホホジロザメである可能性も指摘されている。この時、襲われた被害者は手作りのステンレス製の防護枠（1 m四方）を背負っており、体ではなくその防具部分に噛みつかれたことと、サメは噛みついてきた後、被害者の周りを周回するように泳いでおり、被害者はその間に約10秒程度で浮上したため、大事には至らなかったとされる。この防護具として考案された檻は、Aの知人である男性が三津浜港付近で経営していた船舶機械修理会社が、伊予漁協からの依頼を受けて開発していたが、同月時点では檻を海中で動かすスクリューの推進力が弱いことや、サメにエアホースを狙われた際の強化策などで課題を残していたという。

### 事故前のサメ目撃事例
瀬戸内海では事故前にも、大型のサメの目撃事例が複数あった。1993年時点から約10年前には、北条市（現：松山市）沖の伊予灘で巨大なホホジロザメ2匹が漁網にかかったことがあった。愛媛新聞社の発行する『愛媛新聞』では、1982年（昭和57年）7月9日に北条市沖の斎灘（安居島近海）に設置されていたイカナゴの定置網に、ホホジロザメかウバザメに似た鋭い歯を有するサメ2頭（1頭は体長4.6 m、体重1.5 tで、もう1頭は体長3.5 m、体重500 kg）が掛かったことが報じられており、同社の発行していた夕刊紙『夕刊えひめ』では、捕獲されたサメは口の中にスナメリを噛み込んでいたとも報じられている。『朝日新聞』によれば、この時に漁獲されたサメはホホジロザメであり、その現場は松山沖事故の現場から北方約13 kmと報じられている。
松山沖事故から23年前の1969年（昭和44年）5月30日には、香川県丸亀市の手島沖の定置網に体長約6.5 mのサメがかかっており、その腹の中からは約1.8 mのイルカが発見されたこと、サメの前歯と奥歯の長さはそれぞれ5 cm、3 cmあったこと、そしてその当時は周辺海域でサメに網を壊される被害が続出していたということが報じられていた。また事故から二十数年前の3月、香川県仲多度郡多度津町の佐柳島でタイラギ潜水漁をしていた際に体長5 - 6 mのサメに襲われ、一命は取り留めたものの、潜水具の首周りの金属部分にサメによる歯形をつけられたという丸亀市の漁業者の証言も報じられている。

## 事故後の余波
第六管区海上保安本部によれば、瀬戸内海では1967年（昭和42年）8月26日に高松市の小槌島沖で遊泳中の少年（当時19歳）がサメらしき生き物に腹部を噛まれ、出血多量で死亡する事故が発生していたが、松山沖事故の前には「瀬戸内海には凶暴なサメはいない」とされていた。『毎日新聞』の取材を受けた地元・松山の漁師は、松山沖事故の前はサメらしきものを見ても特に気にも留めていなかったと証言している。
土佐民俗学会代表理事の高木啓夫は、同じ四国でも外洋に直接面している高知県では、サメは絵馬にも描かれるような身近な生き物であり、海に潜む危険の1つとしてサメの脅威に脅かされる一方でサメを漁獲対象としても利用していたため、高知の漁民たちはサメを特別な「敵」ではなく、神から与えられた「獲物」として見ていたのだろうと考察している一方、瀬戸内海沿岸の愛媛県ではサメの出没が珍しいことだったため、松山沖事故はそれまでサメとの縁が薄かった愛媛の漁民たちに恐怖を与えたと評している。事故後には伊予灘・斎灘一帯から岡山・香川の両県にかけ、サメの目撃情報が相次ぎ、瀬戸内海沿岸各地に「人食いザメ」への恐怖が広まった。

### 潜水漁への影響
愛媛県は事故発生を受け、事故当日中には県内の各漁協に対し、現場周辺での潜水漁を自粛すること、また他の漁についても十分注意することを指導した。事故直後、香川県坂出市沖でサメとみられる大型魚の姿が目撃されたことを受け、愛媛・岡山・香川・広島の瀬戸内海沿岸各県は再発防止のため、12日までに潜水漁業を見合わせるよう各県漁連に通達した。また山口・福岡・大分の各県や第七管区海上保安本部も漁協やダイバーなどに対し、サメへの注意喚起を行った。
伊予漁協のタイラギ漁船7隻は事故後の6月以降、サバ釣り漁などに転向した。現場海域は事故から9か月後の12月11日に再びタイラギ漁シーズンを迎えたが、同漁協は同月12日時点でも「安全確保の保証がない限り潜れない」との理由から、愛媛県への許可申請提出を見送っていた。一方で愛媛県は同年12月、同漁協に対し、タイラギ潜水漁を再開する際には万全の対策を求める指導を行っている。同漁協は1993年1月6日に県の許可を受け、防護用の檻を用いた実験的なタイラギ潜水漁を始めたが、同月下旬以降は出漁自粛を申し入れ、事実上漁を断念しており、同年3月時点ではタイラギ漁船6隻のうち、操業していた漁船は1隻のみで、残り5隻は転業・自粛していた。
同漁協だけでなく、事故後は瀬戸内海沿岸の各県で潜水漁を自粛・休漁する動きが相次いだ。愛媛県以外の瀬戸内海沿岸各地でも事故後、香川県の8漁協や岡山県倉敷市の下津井漁協がいずれもタイラギ潜水漁の出漁を自粛し、同月19日には4月20日の終漁日より早く同シーズンの漁を打ち切ることを決定した。また兵庫県の明石浦漁協などは事故後、タイラギなどの潜水漁を自粛し、他の漁業などに転換する方針を示していた。一方で4月15日にはアワビやサザエの好漁場である西宇和郡三崎町の三崎漁協は個人の対応に一任する形で、解禁遅れが懸念されていたアワビ・サザエ漁を解禁しており、同漁協関係者からはサメ騒動について「騒ぎ過ぎの一面もある」との声が出ていた。同年12月1日には、香川県坂出市沖から仲多度郡多度津町沖にかけての海域（備讃瀬戸）でタイラギ潜水漁やミルクイ・ナミガイの潜水漁が再開されたが、香川県は同シーズンの漁解禁前に漁業者に対し、サメが集まることを防ぐため、貝柱を取った後に残る身と貝殻を海中に投棄せず、持ち帰るよう異例の指示を出したほか、サメの情報があればすぐに連絡することも求めた。事故から1年後の1993年3月当時、愛媛県では83漁協で約500人が潜水漁を行っており、同月までにサザエなど浅海域で操業する漁は再開したが、それより深い水域で操業するタイラギなどの潜水漁は未だ再開できていないと報じられている。同月時点では伊予漁協の6隻がタイラギ潜水漁の操業許可を得ており、防護用に試作した防具の試験を行っていたが、同月に防護具の試験中にサメとみられる大きな魚に襲われた船以外はいずれもサバの一本釣り漁をしていた。
一方で5月に淡路島の西浦沖でホホジロザメが捕獲された際、淡路島の漁業者たちからは貝の素潜り漁をしている漁協の所属者も含めて「サメは昔から目撃されていたが、今回は松山沖で死者が出たから敏感になり過ぎている」「これまでも定置網にアオザメやヨシキリザメはかかったことがある」など、サメの出現を冷静に受け止める反応が見られた。しかし淡路島でも海水浴客の減少などが懸念されたため、万が一の際の安全確保や海水浴客の不安解消のため、島内各地で海水浴場にサメ防護ネットを設置する動きが見られた。また三重県の志摩半島にある志摩郡浜島町（現：志摩市）沖では同年5月18日、定置網に体長5 - 6 mのホホジロザメと見られるサメが入っているのが目撃され、アワビ・サザエ漁の最盛期にもかかわらず地元の浜島漁協や近隣の志摩町、大王町、阿児町、鳥羽市の各漁協が同日以降、相次いで出漁を見合わせたが、サメ出没地点付近に延縄を仕掛けても異常が見られなかったことや、元来巨大なサメは沿岸には出現しないことなどを理由に、同月24日以降は浜島漁協や志摩町内の5漁協が海女漁を再開しており、同様の理由から、志摩地方では海水浴場でもサメ対策を講じる動きは見られなかった。また浜島漁協の組合長は『中日新聞』の取材に対し、サメは元から海にいるものであり、瀬戸内海のサメ騒動がなければこのサメ目撃がきっかけで休漁騒動にまでなることはなかっただろうと述べている。志摩地方ではそれまで、大きなサメが水揚げされても、地元の海女たちからは「気をつけなくちゃ」程度にしか思われておらず、一部には休漁しなかった地域もあったという。同じ三重県の尾鷲市でも同月27日、熊野灘に設置された定置網から体長5 - 6 mのホホジロザメとみられるサメがかかっており、このサメは網を破って逃げ出したが、尾鷲湾で行われていた海女によるサザエ・アワビ漁はほとんどが沿岸で行われているため、各組合とも注意喚起しただけで、海女漁の中止は検討しなかった。しかし1995年に約40 km離れた愛知県渥美半島沖でホホジロザメによる死亡事故が発生した（後述）際には、志摩地方でも海女たちから「（前回に比べて）今回の方が恐ろしい」との声が上がり、志摩市や大王町で出漁休止の動きが見られた。
一方で山口県沖の瀬戸内海では松山沖事故後、アワビ・サザエなどを狙う密漁者がサメを恐れたためか（後述の「#その他の影響」節も参照）、水産当局からは密漁が激減して魚価も安定するようになったとして、サメ騒動を歓迎する声も上がっていたという。

#### 水産物価格への影響
サメ騒動の影響で、事故後には瀬戸内海沿岸からの貝類の入荷が激減したことにより、貝類の市場価格が高騰する事例が見られた。
広島県広島市の広島市中央卸売市場では、事故前は愛媛県産のアワビが1日に10 - 30 kg、サザエが60 - 300 kg、岡山県産のサザエが20 - 140 kg入荷していたが、3月10日以降は入荷が減少し始め、同月18日時点では愛媛県産アワビが1日に2 - 4 kg、愛媛県産サザエが50 - 200 kg、岡山県産サザエが30 - 60 kgといずれも入荷が激減、愛媛県産アワビの競り値は従来の7000 - 8000円/kgから1万円/kgに高騰していた。同県福山市の福山魚市場でも貝類の入荷が激減し、同月19日時点では瀬戸内海産のサザエが2800円/kg（サメ騒動以前の1.4倍）に、アワビも1万円/kgにそれぞれ高騰していた。事故後すぐに市場への入荷量が減少しなかった理由は、在庫出荷があったためであると考えられる。関西では外海の岩場に生息する角のあるサザエより、潮流の穏やかな瀬戸内海などで漁獲される角のないサザエの方が身が大きくて軟らかく、美味であると評されており、価格も角のあるサザエより2、3割高値で取引される傾向にあるが、8日以来のサメ騒動で瀬戸内海の潜水漁が自粛され、瀬戸内海産のサザエの入荷がほとんどなくなり、料理の姿や形にもこだわる関西の料理店からは、角のないサザエを確保できないならばサザエ料理をメニューから外そうという動きまで起きていたことが報じられた。
中国四国農政局愛媛統計情報事務所の調べによれば、1992年はサメ騒動の影響で愛媛県内では貝類の漁獲量が前年比8%下落したが、1993年は前年比23%上昇の1340トンとなっており、サメ騒動以前の水準に回復したという。

### 海中工事への影響
松山沖事故は漁業だけでなく、潜水工事にも影響をおよぼした。
運輸省第三港湾建設局高松港工事事務所は事故直後、高松港で予定していたブイ撤去の潜水作業を見合わせた。また愛媛県越智郡吉海町（現：今治市）沖の来島海峡（武志島東海域）では当時、来島大橋の橋台の基礎となるケーソンを敷設する工事の準備が行われており、潜水員2人がビデオカメラで海底を撮影し、映像を起重機に送るという作業が行われていたが、事故翌日の9日には今治海上保安部から海岸部の各工事現場に対し、サメに注意するよう指示が出されたため、潜水員による海底撮影作業を中止し、遠隔操作によるビデオ撮影に切り替えた。しかしケーソン敷設前の地質調査のためには潜水作業が不可欠とされ、サメ騒動の長期化による工事遅延が懸念されたため、来島大橋の建設現場では特大のサメよけ防護ネットを特注した。
愛媛県では1991年度分に予定していた漁港・港湾の改良工事29件（約6億8500万円分）を翌1992年度に繰り越したが、サメ騒動が長期化したことを受け、同年4月17日の越智郡関前村（現：今治市）の城谷漁港堤防復旧工事の海底作業が再開されたのを皮切りに、相次いで再開した。工事再開にあたり、愛媛県は日本潜水協会の意見を参考に、潜水作業水域を漁網（縦35 m×横30 m、深さ20 m）で囲い、漁網の上部に浮き、下部にアンカーをそれぞれ取り付けて固定するほか、警戒船を常時配置し、ウキが動いた際には潜水士を引き上げて安全を確保するという安全策を取ることを決めており、その経費は約890万円/日と試算された。また不発弾など海底の危険物の有無を確認する探査作業を請け負う高松市の海底ボーリング会社「田村ボーリング」が、事故以来中断していた探査作業の再開を目指すべく、潜水士がサメに襲われた際の避難用の檻を考案し、香川県の鉄工所に発注したという出来事も報じられた。
中国電力徳山営業所は10月30日以降、特製のサメ防護用の檻（鋼鉄製、作業用は縦6 m×横4 m×高さ2 m、監視用は縦・横各1.5 m×高さ2 m）を使い、徳山市沖や光市沖で海底電力線敷設作業を行っていた。同営業所長は檻の利用により、通常の倍以上の作業時間がかかるものの、ダイバーの安全を考慮して導入を決めたと述べている。
松山沖事故から1年後の1993年3月時点では、事故直後に中断した海中港湾工事など29件は計画を変更するなどして防護ネットを張る費用を工面した上で再開しており、工期への遅れは発生していないと報じられている。

### レジャー・観光への影響
サメ騒動は海水浴などのレジャーにも多大な影響をおよぼした。

#### 海水浴場の対応
愛媛県をはじめ、同年の夏には近畿・中国地方の瀬戸内海沿岸や九州では海開きを中止したり、海水浴場を開設する場合でも遊泳海域に防護ネットを設置したり、注意喚起の看板を設置したりする動きが相次ぎ、中には伊方町で6月に発生した漁船襲撃事件（前述）を受け、手漕ぎボートの貸し出しを中止する自治体もあった。
瀬戸内海沿岸をはじめ、日本各地の海水浴場ではサメよけネット（サメ防護ネット）を設置する動きが相次いだ。サメよけネットは、漁網や海苔の養殖用の網などを遊泳区域を囲むように張り巡らせ、沖から遊泳区域内にサメが侵入することを防ぐためのものである。ネットは上端をブイで海面に浮かせ、下段をアンカーなどの錘で海底に固定するという形で設置される。またサメが漁網を警戒し、近づきにくくなる効果も期待された。このような動きは瀬戸内海沿岸やその近辺だけでなく、それらの地域から遠く離れた愛知県の知多半島や渥美半島でも見られたが、これらの海水浴場は瀬戸内海で発生していた騒動だけでなく、三重県志摩地方で発生したホホジロザメ出現騒動（前述）も踏まえて防護ネットの設置を行ったという旨が報じられている。
一方でサメよけネットの設置は、新品を発注すると購入費用だけで1000万円を要し、最も費用が安く済む中古漁網の代用でも数百万円かかると報じられていた。このようにネット設置には多額の費用がかかるため、岡山県や兵庫県、松山市など一部の自治体は設置費用の補助金を緊急助成した。
海水浴場にサメ防護ネットを設置した事例
- 愛媛県 - 松山沖事故に加え、漁船襲撃事件の衝撃が冷めない中で夏の海水浴シーズンを迎え、同年7月1日には愛媛県の主要な海水浴場7か所が防護ネットを設置した上で海開きしたが、経費面から海開きを中止した海水浴場も数か所あると報じられていた。
  - 東宇和郡明浜町（現：西予市明浜町） - 町内の5海水浴場のうち、伊之浦・須の崎・宮ノ串・横ハエの4海水浴場を遊泳禁止にした一方、唯一開放した大早津海岸では海開きを例年（7月1日）より10日間遅らせ、沖合50 - 60 m地点に長さ280 m、深さ15 mの防護ネットを設置した上で7月11日に海開きを行うことを決めた。

- 岡山県玉野市 - 渋川海岸ではサメ騒動をきっかけに、同年からサメよけネットの設置を開始して以降、騒動から23年後の2015年（平成27年）時点でもサメよけネットの設置を継続している。渋川海水浴場は瀬戸大橋に近く、京阪神方面からの客も含めて7月と8月中に約50万人の海水浴客が訪れるが、同年はサメを不安視する問い合わせが市の観光課やホテルに相次いだため、不安払拭のためネット設置を決めたという。同海水浴場は砂浜の沖合30 mまで設ける遊泳区域（幅360 m、沖合までの距離30 m、水深は最大10 m）をコの字状に囲む形でネットを設置するため、防護網を専門メーカーに発注したと報じられたが、そのための予算は約3700万円とされている。
- 兵庫県瀬戸内海沿岸 - 神戸・播磨・淡路地域には計39箇所の海水浴場があるが、同年6月末までに24箇所がサメ防止ネットの設置を決めていた。
  - 淡路島の各自治体 - 島内全25箇所の海水浴場のうち、瀬戸内海側（西海岸）だけでなく大阪湾側（東海岸）の2箇所も含めて大規模な19箇所の海水浴場に防護ネットが張られ、その総延長は5.7 kmにおよんだ。
  - 兵庫県神戸市須磨区 - 須磨海水浴場ではサメの目に見えにくい緑色の網を採用し、子供が手を突っ込んだりしないよう網目を2.5 cmと細かくしたものを採用、例年設置しているオイルフェンスの下側に深さ4 - 7mのサメ防護ネットを、約150 m沖合の離岸堤の間を埋めるように網を設置した。同海水浴場は砂浜の全長が2 kmにおよぶため、ネットの設置を検討し始めた当初は全域に網を張り巡らせた場合、設置のための予算は億単位になると見込まれており、ジェットスキーや漁船が網に衝突するなどの二次災害の発生も懸念されていた。しかし、後に離岸堤を結ぶ形でネットを設置すると、ネットの延長は約1 km分で済むと報じられており、実際に設置のために要した費用は約1000万円と報じられている。
  - 明石市 - 市内の海水浴場2箇所（松江・江井島）にサメ防護用のネットを設置するため、地元の漁協から中古の海苔養殖網約70枚を約100万円で購入した。

- 和歌山県西牟婁郡白浜町 - 同年6月、経費1500万円を投じて白良浜海水浴場など町内4か所の海水浴場にサメ防止ネットを設置する予算案を町議会に計上し、可決されれば7月上旬に設置する方針を決めていたたが、地元の観光業者からは「サメ騒動が収まっているのに今さら」「観光地のイメージダウンにつながる」という反発の声も上がっていた。なお和歌山県は翌1993年、海水浴場にサメの侵入を防止する網の設置を義務付ける条例を制定しており、白良浜は1992年以降、2005年時点で毎年夏にサメよけネットを設置している。

海水浴場の開設を見送った事例など
- 愛媛県新居浜市 - 市営海水浴場を閉鎖した。同市東部の垣生海岸は遠浅の海岸で、海水浴場として利用されていたが、同年度からは近海のサメ出没を受け、2000年時点でもシャワー室や海の家の設置を取りやめていた。

一方でサメ防護ネットの設置に関しては、一部の海水浴客から「海の開放感が損なわれる」という不評の声が上がっており、また本当に襲撃を防げるのかと不安視する声も上がっていた。また同じ瀬戸内海の海水浴場でも、水深2 m程度と遠浅であることを理由にネットを設置しなかった海水浴場もあった一方、サメよけネットの設置が相次ぐ動きをビジネスチャンスと見て、海水浴場を抱える自治体に対し網の売り込みを行っていた業者もあった。玉野市などにネットを販売した岡山県の漁網メーカーは、約10年前から円高により、サメよけネットのオーストラリアへの輸出がストップしており、またサケ・マス漁の制限などで漁網の需要が低迷していた中で特需を迎える形となったことを「ありがたい」と述べていた。
ネットの設置以外の安全対策・注意喚起も行われた。光市は虹ヶ浜海水浴場の開設にあたり、300万円を投じて漁網800 mをサメよけネットとして設置しただけでなく、地元漁協所属の漁船を監視船として巡航させ、その燃料代や日当なども全額負担した。須磨海水浴場の近隣で海の家を経営する業者が加入する「神戸須磨浦売店業協同組合」は同シーズン、空気を入れると全長約2 mになるサメ型の浮き遊具を、浜辺で本物のサメと見間違える恐れがあるとして販売禁止と、海水浴客にもそれらの種の浮き輪の持ち込みを自粛するよう喚起した。海に面していない愛媛県大洲市も海水浴シーズンを前に、サメに対する注意を喚起する文書を作製して市民に配布したり、7月配布の市広報にもサメ防御法を掲載したりした。

#### 海水浴場の客足低迷
サメ騒動により、瀬戸内海沿岸の海水浴場は客足が低迷した。松山沖事故の現場近くの海水浴場は入込客が1 - 5割減少し、特に興居島の海水浴場は前年の約1割となる1万人の来場にとどまった。
松山市の梅津寺海水浴場は、前年に瀬戸内海沿岸に打撃を与えた台風19号により隣接する遊園地「梅津寺パーク」が被災しており、修理・改装を完了し、海水浴場にも防護ネットを設置した上で海開きを決めた直後の6月17日にサメ騒動が再発したことから、同海水浴場を管理する伊予鉄道の関係者は「今年の海水浴客は二割減を覚悟しないと」と話しており、実際にサメ騒動のあおりで海水浴客が1割減少したと報じられている。その後、同海水浴場は2009年（平成21年）から開設されていないが、開設されていた2008年（平成20年）までは海水浴場としての営業期間中にサメよけネットを設置していた。今治市の唐子浜海水浴場も沖合80 mにサメよけネット（約300 m）を張って営業したが、同年の海水浴客は例年の約20万人から約5万人減少し、砂浜に近い松林の中のキャンプ場も例年より閑散としていた。梅津寺・唐子浜の両海水浴場とも、同年はサメ騒動によって最低の人出になったと報じられている。
広島県では、同年の海水浴客は前年より30万人以上少ない56万人強にとどまった。山口県光市の2海水浴場（虹ヶ浜・室積）や大島郡東和町（現：周防大島町）の片添ヶ浜海水浴場では、例年より大幅に海水浴客が激減し、前者は広島方面からの団体客が激減した影響で、海水浴客は前年（1991年）より約8万人少ない48万7000人にとどまり、虹ケ浜の売上も前年より4割減少、後者は8月24日に営業を終了した。
一方で西日本では、琵琶湖や各地の河川の水泳場、日本海側である山陰地方の海水浴場、レジャー施設を併設するプールなどで、客足が増加する傾向が見られた。山口県の日本海側にある萩市の菊ヶ浜では海水浴客が前年より2割ほど増加し、例年より九州や広島ナンバーの車が多かったという。ひらかたパーク（大阪府枚方市）では同年夏に新設したプールの大型滑り台（全長200 m）が人気を呼び、前年夏の12万8000人を大きく上回る20万人以上（8月30日時点）の入場者が訪れた。また大分県南海部郡蒲江町（現：佐伯市）の元猿海岸に隣接する「県マリンカルチャーセンター」（同年4月オープン）もプールが人気を呼び、8月の入場客数は45000人に達した。
ただし兵庫県では瀬戸内海沿岸（神戸市や明石市、淡路島の各市町村など）だけでなく、日本海側の竹野浜（城崎郡竹野町）や気比の浜（豊岡市）でも海水浴客が前年より1 - 2割減少しており、各市町村はサメ騒動以上に、8月中に2回にわたって接近した台風（9号・10号）の影響が海水浴客減少の大きな要因であると評していた。兵庫県淡路県民局によれば、1992年度の淡路島への観光客層入り込み数は、前年度（1991年度）に比べて0.1%（1万人）減の888万5000人で、5年ぶりに前年度を下回ったが、これはサメ騒動に加え、入り込み客の多い夏に台風などの影響で海水浴、ヨット、ゴルフ、テニスなどを目的に訪れる観光客が減少したためだろうと評されている。また日本海に面する京都府丹後地方の海水浴場も、海水浴シーズン前は瀬戸内海のサメ騒動の影響で日本海側に海水浴客が流れ、例年以上の客が来るのではないかと期待されていたが、実際には最も海水浴客が多くなる8月前半に台風10号と11号が相次いで接近し、遊泳禁止になる日が多かったことが響き、前年より平均約13％少ない約57万7000人にとどまった。
このようなサメ騒動や、8月の海水浴シーズン中の台風の相次ぐ上陸の影響は瀬戸内海沿岸やその周辺だけでなく、日本全国に波及していたとされ、警察庁の発表によれば、同年の水の事故で死亡したり行方不明になったりした人数は552人（死亡537人、行方不明15人）と、前年同期より82人少なく、1964年（昭和39年）からの過去29年で最少だった。またワコールは『日本経済新聞』の取材に対し、同年の7月末までの婦人水着の売れ行きは全国ベースで前年比20%増だった一方、山陽・四国地方では前年実績を割り込んでいたと答えている。

#### その他の影響
海水浴だけでなく、トライアスロン（鉄人レース）や大分県臼杵市に伝わる古式泳法「山内流」の水泳教室でも、サメ防護ネットの中で参加者を泳がせる動きが見られた。1992年4月23日から24日には愛媛県北条市から広島県呉市にかけての海域で、日本でも有数のヨットレースとして知られ、海上自衛隊や海上保安部も船艇を出動させるなど、国体並みの支援を受けているとも報じられている38回目の「瀬戸内海横断ヨットレース」（主催：愛媛県ヨット連盟）の開催が予定されていたが、サメ騒動が原因で中止となった。同連盟理事長の西田昭二によれば、このレースが中止になった事例は過去に2回（台風やレース中の強風が原因）あるが、悪天候以外による中止は初めてである。
愛媛県内では事故直後、ウィンドサーフィンのメッカとして知られ、平日でも数人がウィンドサーフィンを楽しむ姿が見られる松山市の堀江海岸で、風速7 - 8 mと好条件であるにもかかわらず常連客の姿が見られなかったという。また現場近くのとあるマリンショップでは事故後、同年10月までほとんど客が来なかったという。一方で事故後には与島付近でもサメの目撃情報があったが、翌15日（日曜日）には雨天にもかかわらず、周辺海域の遊覧船は通常の休日並みに賑わっており、中には「サメを見たい」との理由で乗船した複数人の客もいたほか、遊覧船運航業者には「船からサメが見えるのか」という複数の問い合わせもあったという。
愛媛県ではサメ騒動のあおりで、越智郡玉川町（現：今治市）の鈍川温泉の奥にある鈍川木地区へ多くの来訪客が訪れるようになった一方、ゴミのポイ捨てなどマナーの悪さが問題となっていた。伊予郡双海町上灘（現：伊予市双海町上灘）の灘町海岸周辺で8月2日に開催された「ふたみの夏祭り」（双海町および双海町観光協会、同運営委員会主催）はサメ騒動の影響を受け、地引き網のイベントを中止した。越智郡弓削町（現：上島町）の松原海水浴場では同月9日に「瀬戸内ビーチドッジボール大会」が開催されたが、同年はサメ騒動の長期化を受けて筏レースを中止とした。
一方で1992年暮れには松山沖事故の現場に近い堀江海岸周辺で、ヨットやウィンドサーフィンを楽しむ若者の姿が戻るようになり、1993年以降は、サメ騒動の影響で1992年から中止になった海のイベントが再開される動きが見られた。また1992年5月以降は兵庫県の瀬戸内海でサメの目撃情報がなかったことや、設置作業に多額の経費がかかることから、翌1993年（平成5年）には淡路島ではほとんどの自治体が防護ネットを張らなかった。一方で瀬戸内海沿岸では、1993年夏時点でもサメ騒動が尾を引き、主な海水浴場ではサメよけネットを設置したり、監視船を出したりといった安全対策を行っているとの報道もある。また同年も瀬戸内海周辺の海水浴場は記録的な冷夏の影響により、サメ騒動に悩まされた1992年に続いて客足が低迷、大きな打撃を受けた。

### 教育への影響
騒動を受け、瀬戸内海沿岸では児童・生徒に対し海水浴場での遊泳を禁止したり、サメ対策の整った海水浴場で泳ぐよう指導したりした教育委員会などが見られた。特に愛媛県八幡浜市は小中学生に対し、西宇和郡三瓶町（現：西予市三瓶町）は小中高生に対し、それぞれ海水浴場での遊泳を禁止した。また伊方町は騒動を受け、プールのない小学校の水泳授業について、他の学校のプールを利用する方針を立てた。瀬戸内海沿岸では、海で児童・生徒の遠泳を行っている小学校・中学校が遠泳を中止し、代わりに近くの川で水泳の授業を行ったり、ハイキングに変更したりする動きもあった。
愛媛県には1992年3月時点で、7高校、2大学のボート部が海上を主な練習場にしていたが、松山沖事故後には海上での乗艇練習を休止したり、海上練習を従来通り行う場合でも関係機関と密接な連絡を取るよう態勢を整えたりする動きがみられた。宇和島東高校は1951年（昭和26年）以降、毎年5月8日の開校記念日に宇和島市大浦の赤松海岸で「校内ボートレース」を実施していたが、1992年はサメ騒動を受けて松山海上保安部から「自粛しては」などの意見が出されたことを踏まえ、中止することを決定した。その後、翌1993年より再開した。神戸商船大学は1952年の開校以来、兵庫県三原郡西淡町の海岸で新入生を対象とした遠泳合宿を行っていたが、1992年夏はサメ騒動を受けて事故を憂慮し、遠泳合宿を中止して学生寮でのプール合宿に切り替えた。ただし、翌1993年には遠泳合宿が復活している。また広島県安芸郡江田島町（現：江田島市）の海上自衛隊幹部候補生学校も、1957年（昭和32年）の創立から毎年、例年は江田島湾で実施している遠泳訓練の会場を神奈川県横須賀市走水の防衛大学校海上訓練所に変更した。毎年瀬戸内海で臨海実習を行っている広島大学教育学部も、同年は島根県浜田市の海岸（国府海岸や石見海浜公園など）で遠泳などの実習を行った。
埼玉県北本市の北本市青少年育成市民会議と、愛媛県の青年団長OBで組織される「21世紀えひめニューフロンティアグループ」は県教育委員会、愛媛新聞社などの後援を得て、両県の少年少女たち（小学4年生から中学2年生まで）に自然の中で共同生活を体験させ、協力の大切さを学ばせる交流事業「青少年のつどい」を温泉郡中島町（現：松山市）の由利島でサメ騒動前に2回開催していたが、1992年はサメ騒動や中島町の台風被害を受け、会場を佐田岬半島に移し「日本一細長い佐田岬半島にいどむ青少年のつどい」と題して実施した。
一方でサメ騒動により、サメへの関心が高まっていたことを受け、宇摩郡土居町（現：四国中央市）の教育委員会は地元の漁業者が定置網で漁獲し、生きたまま持ち帰ったサメを町内8箇所の保育園や幼稚園で教材として園児たちに間近に見せるという取り組みを行っていた。

### 関連する出来事など
事故前から不況のため、アワビやサザエなどを密漁していた巻き網漁師がサメへの恐怖から密漁をできなくなり、生活費に困窮したことを理由に、南宇和郡内海村（現：愛南町）沖の海上に設置されていた水産会社の生簀からカンパチやハマチなどの高級養殖魚を盗んだとして、愛媛県警に窃盗容疑で逮捕されるという事件や、漁師の男が夫婦間のトラブルから、妻を漁船で無理やり事故現場に近い海域まで連れて行き、底引き網に押し込んで「サメのエサにしてやる」と漁船から海中に投げ込んで約30分間にわたって引き回し、約1週間の怪我を負わせたとして、傷害と暴力行為の疑いで逮捕されるという事件が発生している。
越智郡魚島村（現：上島町）の魚島漁協は3月21日から11月9日までをアワビなどの禁漁期間として設定しているが、燧灘の魚島、高井神島、江ノ島の各海域では同年4月17日から19日までの間にアワビ・サザエの潜水による密漁が相次いでいた。同漁協は例年、夏から秋にかけて密漁に悩まされていたことから、漁協内部では伊予灘のサメ事件の影響で密漁グループが従来より早く魚島周辺の海域に侵入してきたのではないかという声も上がっていた。
瀬戸内海を管轄する第六管区海上保安本部は、海難救助に出動する潜水員を保護する檻を海上保安庁としては初めて採用し、7月に高松・山口・徳山の各海上保安部に各1基配備した。
NTTは1992年4月から開始予定だった通話料金割引サービス「テレジョーズ」の宣伝キャラクターとして、事故の約1か月前から映画『ジョーズ』とかけてサメのマスコットキャラクターの採用を検討していたが、ポスター制作直前に事故が発生したことから、松山市にある四国支社からの意見を受けてこの検討を撤回した。

### 報道
『愛媛新聞』は、2月14日にAの弟がサメに遭遇した出来事を1992年3月1日付の社会面のトップで報じたが、同紙社会部副部長の渡部卓はこの記事に対し、事件への驚きではなく「本当にサメか」とその信憑性に疑問を呈する反響が多かったと述べている。
松山沖事故の発生後には地元の報道機関だけでなく、在京のテレビ局や写真週刊誌の記者らが次々と松山入りし、周辺地域では過去に例がない取材合戦が発生した。特にサメ捕獲作戦が本格的に開始された16日以降は捕獲作戦の行われている海域でサメ捕獲の瞬間を撮影しようと、捕獲作戦に携わる漁船7隻を上回る数の各報道機関のヘリコプター、チャーター船が待機していた。ロイターやUPI通信社など、海外の通信社も全世界に向けて打電していた。
このような報道合戦の中で、餌付け用のアンカーに報道陣の水中カメラが絡まる出来事も発生しており、松山海上保安部の関係者は苦言を呈していた。また同海上保安部への電話取材も急増したため、同保安部は取材対応のために専従の職員3人を充てて対応していた。『愛媛新聞』は同年末の回顧記事で、サメ騒動を受けて報道各社の取材合戦が異常に過熱していたと評し、また『日刊スポーツ』記者の南沢哲也は、マスコミ報道がサメ騒動に拍車をかけたと評している。一方で独自に船を仕立てて捕獲作戦を行った東京のテレビ局や、「そんなに金があるならこっちに協力してほしい」という地元漁業者の声に応え、彼らに捕獲用の餌を提供した局もあった。
渡部は、4月7日に一度サメが針にかかったものの、仕掛けを切られて捕獲が失敗に終わった出来事について、漁民たちにとっては各報道機関のチャーター船や海上保安庁のヘリの存在が「我慢ならない」妨害と移り、課題を残したと評した上で、2日後（4月9日）に漁民から「報道関係者への協力依頼」として、捕獲船への代表者同乗取材には応じるとした上で、「チャーター船での取材は危険なのでやめて欲しい」「ヘリによる取材は、サメが驚き異常な行動を取るため控えるよう」「夜間照明やフラッシュは使用しないよう」などといった内容の要請を出したが、マスコミは「趣旨は分かるが、実質的な取材制限」として拒否したと述べた上で、事故から約2か月間にわたって行われた捕獲作戦の中で、漁民は風刺マスコミに協力的ではあったものの、一部マスコミが取材時に起こしたトラブル（アンカーに水中カメラが絡まった出来事など）や「シャークハンター必殺隊」の存在などが漁民の神経を逆撫でしたという点や、Aがサメに襲われた瞬間のドキュメントが詳細に報じられたり、家族（配偶者）へのインタビューが行われたりした点を踏まえ、「家族にとって、そっとしておいて欲しい〝最後の瞬間〟を知らされる苦痛」を問題視し、「家族へのインタビューの内容に公共の利益の必然性が薄く、〝死者の人権〟への配慮が足りない」という厳しい意見を伴う読者からの投書があった点、そして「サメに人権がない」ことから報道が過熱した点を、このサメ騒動に関する報道側の反省点として挙げている。
『愛媛新聞』には1993年1月から「海の問いかけ」という特集記事が連載されたが、第1回となる同月11日付紙面に掲載された記事は、海の生態系の頂点であるサメが瀬戸内海に出現したことはすなわち、かつて水質汚染が深刻だった瀬戸内海に生態系が復活しつつあることの証左であるとする愛媛大学工学部教授・柳哲雄のコメントを取り上げた上で、Aの死は天変地異ではなく労災、すなわち日常的に起こり得る事故であると認定されたこと（前述）を指摘し、サメの脅威は新たな一過性の脅威ではなく、冷静に受け止めて今後の対策を立てる必要があると評している。この特集の取材班で中心を担った記者は、生物学者でもあった西原博之であるが、西原と親交があった依光隆明は、この記事を「身近に人食いザメがいるというセンセーショナルな話題」として扱われていたサメ事故を「汚染された瀬戸内海で絶滅状態にあったサメが復活したことによる被害」という異なる視点から扱ったものと評している。

## 考察
矢野和成は松山沖事故と、1995年に愛知県の渥美半島沖で発生したホホジロザメによる死亡事故の共通点として、それらの死亡事故の前後には周辺海域で大型サメ類（および、それと思しき大型生物）の目撃情報が相次いでいたこと、死亡事故が発生した海域は海水の透明度が低かったことを挙げた上で、これら2事故は前後に相次いだ襲撃未遂事故も含めて3月から4月の春先に発生していること、ホホジロザメの出産直前の個体が春先に沿岸近くの定置網で漁獲されていることを指摘し、春先はホホジロザメの大型個体が出産のために沿岸付近まで来遊するため、同種による事故が起こりやすい時期であろうと評している。
沼口麻子はこの事故について、Aが腰に着けた網に貝を入れていたところ、サメがその貝の匂いを嗅ぎつけて接近してきたと考えられると述べている。
日本近海では例年0 - 1回程度しかなかったホホジロザメの捕獲情報が1992年には7件と急増したことについて、事故以前からホホジロザメを含めたサメの情報収集に力を入れていた国営沖縄記念公園水族館の魚類係長・戸田実は、ホホジロザメの捕獲数が従前と比べて急激に増加したわけではなく、それまで報告されていなかったホホジロザメの捕獲情報が松山沖事故をきっかけに日本全国から関心を持たれるようになり、多く寄せられるようになったためだろうと述べている。矢野和成も1992年のサメ類による被害件数が他年（1990年 - 1997年）に比べて突出している理由について、松山沖事故による影響を指摘している。
森昭彦 (2023) は、サメによる襲撃（シャークアタック）による被害が特に多い国はサーフィンなどボートスポーツが盛んなアメリカ合衆国とオーストラリアの2か国であり、日本は四方を海に囲まれた海洋国家であり、世界第6位の面積の排他的経済水域 (EEZ) を有する国ではあるが、サメによる襲撃事故は全く発生しない年の方が多く、毎年のようにサメによる襲撃事故で死者が出ている同じ海洋国家のオーストラリアとは対照的であると評した上で、松山沖事故およびそれに前後して周辺海域で発生したサメによる襲撃事故は、同じ海域で同一種のサメによって発生したという日本では珍しい類型のサメ事故であると評している。サンシャイン水族館展示係長の山田仁も、サメによる襲撃事故が多く発生しているオーストラリアやフロリダの沿岸ではサメ事故に対するノウハウが確立されているが、日本ではこの種の重大事故が珍しいため、サメ事故への対応ノウハウも確立されていないと指摘した上で、海外では戦時中に敵軍に「サメが出る」という嘘の情報を流して心理的パニックに陥れたり、ある海水浴場がライバルの海水浴場にサメのデマを流して打撃を与えたという例もみられるなど、海水浴場での安全宣言の可否などに関してはサメへの恐怖に対する心理的な問題点があると指摘している。

## 評価
『読売新聞』は事故後の行政対応について、台風や土砂崩れなど例年発生している災害とは異なり、想定外の出来事であったことから国・県・市の足並みが揃わず、手探りの行政対応を強いられたことについて言及し、仮に原発事故が発生した際にもこのサメ騒動と同様に対応が長期化する可能性を指摘し、危機管理のために先手を打って対策を練る必要があると評している。
『毎日新聞』は、複数の専門家から「瀬戸内海にいるサメは捕獲しなければならないが、関係のない地域までいたずらに恐怖心をあおるのはよくない」という声が上がったと報じている。
『日本経済新聞』は、サメによる襲撃被害を防止するためにはサメの生態・性質の基礎研究が重要であるが、魚類学者からは日本で進んでいる魚類に関する研究は漁業・利用など実用本位のことばかりであり、欧米に比べて魚類全般の生態・性質に関する基礎研究が遅れていると指摘されていると評している。
矢野和成は、映画『ジョーズ』などの影響で人々の間にはサメに対し「獰猛な人喰い」のイメージが植え付けられており、松山沖事故と1995年に愛知県の渥美半島沖で発生したホホジロザメによる襲撃事故は、そのようなサメに対する恐怖心をさらに高め、社会的なパニック状況を発生させた一方、漁業者を含む多くの人々はサメへの適切な認識を持たないため、危険性のみを必要以上に意識し、全く無害な種類のサメを駆除目的で捕獲したり、危険性の低い海岸をサメ防御ネットで囲ったりなどの行動が見られたと述べている。
樽本龍三郎は一連の騒動について、Aの襲撃事故をきっかけに彼の仲間たちがサメに復讐しようとしたことが発端となり、さらにこの出来事を一記者が『ジョーズ』と関連付けて報じたことで全国的なパニック現象に陥ったと指摘した上で、そこに見られたのはサメを恐れながらも海の幸として利用することで共存共栄してきたかつての日本人の姿ではなく、「サメとのつきあい方を忘れた漁民とヒステリックな昨今の日本人」の姿であったと評している。

## 類似事故など

### 渥美半島沖のホホジロザメによる襲撃事故
松山沖事故から3年後の1995年（平成7年）4月9日10時15分ごろ、愛知県渥美郡渥美町中山（現：田原市中山町）の沖合約1 kmの海中（水深約25 m）で、潜水してシロミル漁をしていた漁業者の男性（当時46歳）が巨大なサメに襲撃されて死亡する事故が発生している。遺留品であるウェットスーツに残っていた歯型は最大幅490 mm、最大奥行き380 mmだった。事故当時の現場周辺海域の海水温は11℃から13℃で、また遺留品であるウェットスーツなどに残っていたサメの歯型は、サメの歯がアーチ状に並んでいることを示すものであり、かつ切り傷の表面には細かい刻み目や筋が見られ、襲撃したサメの歯は鋸歯状の歯であることが示された。仲谷はこれらの鑑定結果や事故現場海域の当時の水温に加え、目撃証言などを総合し、被害者を襲ったサメは幅40 cm以上、全長5 mの巨大なホホジロザメであると断定しており、また襲撃の状況などが同じくホホジロザメによる死亡事故である松山沖事故と酷似している旨を指摘している。また矢野和成は、被害者は海底付近でサメに遭遇し、浮上合図を船に送って浮上しようとしたが、その途中でサメに襲われたものと推定しており、サメの大きさについては第1背びれの基底長（約50 cm）や口幅（約49 cm）から、男性を襲ったホホジロザメの全長を約430 - 480 cmと推定している。2023年（令和5年）時点で、日本で発生したホホジロザメによる死亡事故はこの事故が最後であり、またホホジロザメによるものと特定された昭和以降の日本における死亡事故は、松山沖事故とこの事故の2件のみである。
この事故の後にも松山沖事故を受けて取られた捕獲方法を参考に、現場周辺海域でカツオを餌とした延縄によるサメ駆除作戦が展開されたが、周辺海域で大きなサメを捕獲するには至らず、5月いっぱいで捕獲作戦を終了した。愛知県は4月11日から5月31日までの間、愛知県漁連のサメ捕獲事業に要した費用（漁船の借り上げ料、作業賃、漁具・餌の購入費）として6660万円を補助したが、自治体がサメの捕獲に補助金を出したのは瀬戸内海サメ騒動以来のことであった。
渥美半島では地元の潜り漁船が出漁を中止したほか、対岸である知多半島の潜り漁師や三重県の志摩半島の海女らにも出漁を見合わせる動きが見られた。また町内の伊良湖海水浴場では瀬戸内海のサメ騒動があった1992年以降、沖合にサメよけネットを設置していたが、この事故を受けて同年から1999年（平成11年）まではネットを二重に設置しており、前年まではネットを設置していなかった対岸の知多半島にある南知多町の4海水浴場（内海・山海・篠島・日間賀島）でも1995年夏にはネットが設置された。さらに三河湾の奥に位置する蒲郡市も、サメが大型船についてきて湾奥まで入ってくるという説があることを受け、海水浴客の不安を取り除くため、市内4箇所の海水浴場にサメよけネットを設置することを決め、田原町（現：田原市）の仁崎海水浴場も地元の観光開発組合が独自に防護ネットの購入を決めた。愛知県が調査した結果、同年6月6日までに県内24海水浴場のうち16か所がネットの設置を決めており、その総延長は内海海水浴場の約1500 mをはじめ、総延長は8 km余り（1か所で平均500 m前後）、費用総額は約1600万円と試算された。
この事故の影響で地元では潜水漁離れの動きが広まり、事故から1年後の1996年4月時点では、渥美町内の潜水漁師たちで構成される渥美潜水組合の組合員数が組合員の転職などにより、事故前の約90人から60人に激減していたと報じられている。また愛知県はこの事故をきっかけに、同年10月にはサメの生態を解明することで有効な対策を練ることを目論見、サメの専門家11人による「サメ生態等調査研究会」を設置したが、公的機関がサメを専門に研究する試みを行う事例は日本初だった。水産庁は1996年時点で、マアジ・マイワシなど食用魚42種の生息地域・生息量を調査していた一方、サメは死亡事故の発生件数が交通事故・落雷などに比べて稀であることや、食用価値も低いことを理由に調査対象としていなかったが、仲谷は人命や漁業に被害が出ていることを踏まえ、国がサメの生態研究に本腰を入れて対策を検討すべきであると訴えていた。

### 山口県光市沖のホホジロザメ出現騒動
1999年（平成11年）7月9日8時ごろ、山口県光市の戸仲漁港（室積海岸の西端）内で体長5.2 mのホホジロザメが発見され、同日18時10分に捕獲されて室積海岸に引き揚げられるという出来事があったが、この件による騒動も「瀬戸内海サメ騒動」として言及される場合がある。同市内にある虹ヶ浜・室積の両海水浴場をはじめ、山口県東部の海水浴場の大半は1992年の騒動を受けてサメよけネットを張っていたが、同年は海開き直前に海水浴場付近にホホジロザメが出現したこの事件の影響を受けてさらに対策を強化する動きが見られた。同年7月9日にホホジロザメが出現して以降、17日に室積海水浴場が海開きを迎えるまでに新たなサメの目撃情報は確認されなかったが、初日の人出は室積が80人（前年の15分の1）、虹ヶ浜が160人（前年比約9分の1）で、両海水浴場を合わせて220人（前年比10分の1）と低迷した。

## 関連番組
- 広島ホームテレビ『瀬戸内海 サメ騒動』 - 1992年4月から8月にかけて放送[307]。
- 南海放送『瀬戸内海を襲ったサメの恐怖』 - 1992年4月から12月にかけて放送[307]。
- 日本テレビ放送網『木曜スペシャル』 - オーストラリア沖に生息するホホジロザメの捕獲ドキュメンタリー番組を企画していたところ、瀬戸内海サメ騒動が発生したことから、オーストラリアの「サメ捕り名人」であり、映画『ジョーズ』の撮影で協力を依頼されたこともあるロドニー・フォックスに依頼し、事故現場近くのタイラギ漁の漁場でサメ捕獲作戦を実施した[308]。